# Championnat de France de hockey sur glace 2024-2025
Saison précédente Saison suivante
La saison 2024-2025 est la 104e saison du championnat de France de hockey sur glace.

## Règlement
Il s'applique pour toutes les divisions, sauf indication contraire spécifique.

### Points
Lors des phases de poules (saison régulière, poule de relégation, carré final), les points sont attribués de la façon suivante :
- Victoire dans le temps règlementaire : 3 points ;
- Victoire en prolongation ou aux tirs au but : 2 points ;
- Défaite en prolongation ou aux tirs au but : 1 point ;
- Défaite dans le temps règlementaire : 0 point.

Lors des phases éliminatoires, les séries se jouent sur un nombre de matches gagnés dans la série. Chaque victoire, qu'elle soit dans le temps réglementaire ou non, rapporte 1 point au vainqueur :
- Série au meilleur des 3 matches : il faut 2 victoires pour remporter la série ;
- Série au meilleur des 5 matches : il faut 3 victoires pour remporter la série ;
- Série au meilleur des 7 matches : il faut 4 victoires pour remporter la série ;

Cas particulier : les séries se jouant en matches aller-retour, pour lesquelles les matches nuls sont possibles. En cas de victoires partagées c'est le nombre de buts marqués sur l'ensemble des 2 matches qui départage les 2 équipes. En cas d'égalité parfaite, une prolongation puis séance de tirs de barrage est nécessaire dans la continuité du match retour, afin de désigner un vainqueur.

### Classement
Les équipes sont classées en fonction du nombre de points cumulés lors de la phase de poule. En cas d'égalité, les critères suivants sont appliqués :
1. Points pris lors des confrontations directes ;
2. Nombre de matches perdus par forfait ;
3. Différence de buts lors des confrontations directes ;
4. Différence de buts générale ;
5. Quotient buts marqués / buts encaissés lors de la phase de poule ;
6. Nombre de buts marqués lors de la phase de poule.

Si après avoir épuisé tous ces critères, deux équipes sont toujours à égalité, un match de barrage est alors organisé sur terrain neutre.
En Division 3, le règlement est différent.
En saison régulière :
1. Différence de buts générale ;
2. Quotient buts marqués / buts encaissés lors de la phase de poule.

Lors du carré final :
1. Points pris lors de la confrontation directe ;
2. Nombre de matches perdus par forfait ;
3. Différence de buts lors de la confrontation directe ;
4. Nombre de buts marqués lors de la confrontation directe ;
5. Différence de buts générale ;
6. Quotient buts marqués / buts encaissés lors du carré final ;
7. Total de pénalités reçues lors du carré final.

Si après avoir épuisé tous ces critères, deux équipes sont toujours à égalité, la priorité sera donnée à l'équipe ayant reçu le moins de pénalités selon leur ordre décroissant de gravité.

## Synerglace Ligue Magnus

### Formule
La formule 2024-2025 de la Synerglace Ligue Magnus est prévue comme suit :
La saison régulière se joue du 13 septembre 2024 au 21 février 2025.
Réunies au sein d'une poule unique, les 12 équipes se rencontrent en double matches aller-retour. À l'issue de cette première phase, les 8 premiers se qualifient pour les séries éliminatoires pour le titre, tandis que les 4 derniers disputent une poule de relégation.
| Match | Formule         |
| ----- | --------------- |
| 1     | Meilleur bilan  |
| 2     | Meilleur bilan  |
| 3     | Moins bon bilan |
| 4     | Moins bon bilan |
| 5     | Meilleur bilan  |
| 6     | Moins bon bilan |
| 7     | Meilleur bilan  |

Les séries éliminatoires pour le titre se jouent du 28 février 2025 au 9 avril 2025.
Le format des séries éliminatoires est le suivant :
- Chaque série se déroule au meilleur des 7 matches, l'avantage de la glace étant donné à l'équipe ayant le meilleur classement en saison régulière ;
- Chaque match doit déterminer un vainqueur selon les modalités du règlement précisées ci-dessus. Cas particulier : s'il y a égalité à l'issue du temps réglementaire du match 7 d'une série, le match continue par prolongations de 20 minutes jusqu'à ce qu'un but soit marqué, il n'y a donc pas de séance de tirs au but.
- A chaque tour, l'équipe la mieux classée rencontre la moins bien classée, la seconde équipe la mieux classée rencontre la seconde équipe la moins bien classée, etc... Le tableau final n'est donc pas figé.

La poule de relégation se joue du 28 février 2025 au 21 mars 2025.
Cette phase se joue sous le format d'un mini-championnat en matches aller-retour, à l'issue duquel le dernier est relégué en Division 1. Les points acquis en saison régulière sont conservés.

### Équipes engagées
| \| Amiens Angers Anglet Bordeaux Briançon Cergy-Pontoise Chamonix Gap Grenoble Marseille Nice Rouen \| Localisation des clubs engagés en Synerglace Ligue Magnus · Tenant du titre |
| Amiens Angers Anglet Bordeaux Briançon Cergy-Pontoise Chamonix Gap Grenoble Marseille Nice Rouen                                                                                   |

| Club                             | Dernière montée | Classement 2023-2024 | Entraîneur                      | Patinoire                             | Capacité théorique | Nombre de saisons en Magnus |
| -------------------------------- | --------------- | -------------------- | ------------------------------- | ------------------------------------- | ------------------ | --------------------------- |
| Dragons de Rouen                 | 1985            | 1er                  | Fabrice Lhenry                  | L'Île Lacroix                         | 3 029              | 40                          |
| Boxers de Bordeaux               | 2015            | 2e                   | Olivier Dimet                   | Patinoire de Mériadeck                | 3 500              | 10                          |
| Brûleurs de loups de Grenoble    | 2000            | 3e                   | Per Hanberg                     | Patinoire Polesud                     | 4 208              | 51                          |
| Jokers de Cergy-Pontoise         | 2020            | 4e                   | Miika Elomo Kévin Da Costa      | Aren'ice                              | 3 000              | 5                           |
| Ducs d'Angers                    | 1992            | 5e                   | Jonathan Paredes                | Angers IceParc                        | 3 586              | 32                          |
| Spartiates de Marseille          | 2023            | 6e                   | Luc Tardif Junior               | Palais omnisports Marseille Grand Est | 5 600              | 2                           |
| Gothiques d'Amiens               | 1982            | 7e                   | Mario Richer                    | Coliseum                              | 3 220              | 43                          |
| Aigles de Nice                   | 2016            | 8e                   | Frantisek Stolc Pascal Margerit | Palais des sports Jean-Bouin          | 1 200              | 9                           |
| Hormadi Anglet                   | 2018            | 9e                   | Stéphane Barin                  | Patinoire de la Barre                 | 1 200              | 17                          |
| Pionniers de Chamonix Mont-Blanc | 2005            | 10e                  | Anatoli Bogdanov                | Centre sportif Richard-Bozon          | 1 900              | 90                          |
| Rapaces de Gap                   | 2009            | 11e                  | Márton Vas Sébastien Rohat      | Alp'Arena                             | 2 930              | 50                          |
| Diables rouges de Briançon       | 2019            | 12e                  | Pierre Bergeron                 | Patinoire René-Froger                 | 2 300              | 51                          |

Légende des couleurs
- En gras : champion de France, qualifié pour la Ligue des champions 2024-2025
- En italique : vainqueur de la Coupe de France, qualifié pour la Coupe continentale 2024-2025

### Saison régulière

#### Résultats
Le score de l'équipe à domicile, située dans la colonne de gauche, est inscrit en premier.
| Résultats (dom.\ext.)                                              | AMI   | ANG   | AGL   | BOR   | BRI   | CER   | CHA   | GAP   | GRE   | MAR   | NIC   | ROU   | AMI   | ANG   | AGL   | BOR   | BRI   | CER   | CHA   | GAP   | GRE   | MAR   | NIC   | ROU   |
| Amiens                                                             |       | 5-2   | 5-3   | 1-5   | 4-1   | 2-1   | 3-2Pr | 6-5Pr | 1-6   | 1-6   | 6-3   | 5-2   |       | 5-4   | 1-2TB | 1-2Pr | 3-0   | 1-2TB | 0-5   | 6-0   | 4-2   | 3-2   | 3-4   | 2-3   |
| Angers                                                             | 5-0   |       | 5-2   | 3-1   | 5-2   | 4-3   | 6-4   | 8-3   | 5-1   | 5-4   | 4-1   | 0-3   | 3-1   |       | 7-5   | 3-2   | 9-2   | 4-1   | 5-4Pr | 5-2   | 1-3   | 4-1   | 5-2   | 3-2   |
| Anglet                                                             | 1-5   | 0-6   |       | 5-4   | 5-4Pr | 3-5   | 0-1Pr | 3-4Pr | 1-7   | 3-2   | 1-2   | 5-4TB | 4-0   | 1-5   |       | 0-1TB | 0-2   | 4-5Pr | 3-2Pr | 3-2   | 0-9   | 4-1   | 1-2   | 2-6   |
| Bordeaux                                                           | 3-1   | 3-2   | 3-4TB |       | 5-1   | 6-4   | 5-0   | 7-0   | 3-6   | 3-2Pr | 3-2Pr | 1-2TB | 4-1   | 2-0   | 2-3TB |       | 8-3   | 5-4   | 4-1   | 2-1   | 1-2Pr | 4-3TB | 1-3   | 3-5   |
| Briançon                                                           | 5-2   | 5-3   | 4-3   | 1-2Pr |       | 2-5   | 1-4   | 5-1   | 5-3   | 4-1   | 1-4   | 4-6   | 1-5   | 4-2   | 6-1   | 1-2   |       | 2-4   | 4-1   | 4-0   | 2-3   | 0-5   | 5-4Pr | 4-3Pr |
| Cergy-Pontoise                                                     | 1-4   | 3-4   | 5-0   | 2-5   | 4-3   |       | 3-4Pr | 4-3Pr | 2-7   | 1-2Pr | 4-1   | 4-3   | 4-5TB | 1-8   | 4-2   | 2-5   | 1-2Pr |       | 1-4   | 2-3   | 1-2Pr | 0-4   | 1-2   | 3-6   |
| Chamonix                                                           | 4-6   | 1-2   | 3-4TB | 1-4   | 4-0   | 1-0   |       | 4-2   | 5-4Pr | 4-5Pr | 1-3   | 2-4   | 5-1   | 3-4Pr | 4-1   | 0-1   | 3-4   | 2-6   |       | 3-4TB | 6-2   | 2-1   | 4-0   | 5-8   |
| Gap                                                                | 3-4TB | 1-6   | 3-5   | 1-5   | 3-2TB | 4-2   | 5-6TB |       | 2-4   | 7-3   | 5-4   | 1-9   | 3-2Pr | 5-2   | 1-4   | 1-2   | 2-1   | 3-2   | 4-5TB |       | 0-3   | 4-3TB | 3-2TB | 3-5   |
| Grenoble                                                           | 5-0   | 4-5Pr | 3-0   | 5-2   | 7-2   | 5-3   | 4-0   | 7-0   |       | 7-2   | 3-2Pr | 6-3   | 6-0   | 3-2Pr | 3-2Pr | 5-1   | 7-2   | 5-1   | 5-8   | 7-2   |       | 8-2   | 3-0   | 9-0   |
| Marseille                                                          | 5-4Pr | 3-1   | 5-3   | 2-1   | 5-2   | 2-3Pr | 1-0   | 2-3   | 3-4   |       | 3-1   | 2-5   | 3-7   | 3-6   | 2-3   | 4-6   | 1-5   | 2-1Pr | 4-2   | 3-2   | 4-5   |       | 7-3   | 8-4   |
| Nice                                                               | 2-3TB | 1-3   | 3-1   | 1-7   | 5-1   | 3-6   | 3-2   | 3-2   | 1-8   | 2-3   |       | 2-0   | 0-1Pr | 1-5   | 2-1   | 0-3   | 0-3   | 1-3   | 3-0   | 1-2Pr | 1-3   | 2-3   |       | 4-3   |
| Rouen                                                              | 2-6   | 6-1   | 8-4   | 5-2   | 4-1   | 3-6   | 3-4TB | 10-5  | 3-5   | 7-8   | 3-1   |       | 4-1   | 2-5   | 6-1   | 4-1   | 4-2   | 8-3   | 1-0   | 4-1   | 3-6   | 2-1   | 4-2   |       |
| - Victoire à domicile - Victoire à l'extérieur - Match non disputé |       |       |       |       |       |       |       |       |       |       |       |       |       |       |       |       |       |       |       |       |       |       |       |       |

Pr : Prolongation    -    TB : Tirs de barrage

#### Classement
Pour l'attribution des points, voir la section « Règlement » ci-dessus.
| Clt | Équipe         | PJ | V  | VP | D  | DP | BP  | BC  | Diff | Pts |
| --- | -------------- | -- | -- | -- | -- | -- | --- | --- | ---- | --- |
| 1   | Grenoble       | 44 | 32 | 5  | 5  | 2  | 212 | 93  | +119 | 108 |
| 2   | Angers         | 44 | 29 | 3  | 11 | 1  | 177 | 111 | +66  | 94  |
| 3   | Bordeaux       | 44 | 23 | 6  | 11 | 4  | 142 | 98  | +44  | 85  |
| 4   | Rouen          | 44 | 26 | 1  | 14 | 3  | 182 | 144 | +38  | 83  |
| 5   | Amiens         | 44 | 17 | 6  | 16 | 5  | 127 | 135 | -8   | 68  |
| 6   | Marseille      | 44 | 16 | 4  | 20 | 4  | 138 | 148 | -10  | 60  |
| 7   | Chamonix       | 44 | 12 | 6  | 19 | 7  | 126 | 134 | -8   | 55  |
| 8   | Nice           | 44 | 15 | 0  | 22 | 7  | 89  | 134 | -45  | 52  |
| 9   | Briançon       | 44 | 14 | 3  | 24 | 3  | 115 | 153 | -38  | 51  |
| 10  | Cergy-Pontoise | 44 | 12 | 4  | 22 | 6  | 123 | 151 | -28  | 50  |
| 11  | Anglet         | 44 | 8  | 7  | 24 | 5  | 103 | 164 | -61  | 43  |
| 12  | Gap            | 44 | 8  | 7  | 24 | 5  | 111 | 180 | -69  | 43  |

- Vainqueur du trophée Jacques-Lacarrière, qualifié pour les séries
- Qualifié pour les séries
- Dispute la poule de maintien

#### Statistiques individuelles
Pour les significations des abréviations, voir statistiques du hockey sur glace.
| Classt | Joueur              | Équipe                        | PJ | B  | A  | Pts | Pun |
| ------ | ------------------- | ----------------------------- | -- | -- | -- | --- | --- |
| 1      | Brady Shaw          | Ducs d'Angers                 | 43 | 36 | 24 | 60  | 13  |
| 2      | Christophe Boivin   | Brûleurs de loups de Grenoble | 42 | 29 | 28 | 57  | 26  |
| 3      | Jan Dufek           | Spartiates de Marseille       | 44 | 20 | 33 | 53  | 13  |
| 4      | Kyle Hardy          | Brûleurs de loups de Grenoble | 44 | 14 | 37 | 51  | 31  |
| 5      | François Beauchemin | Brûleurs de loups de Grenoble | 40 | 14 | 34 | 48  | 46  |

| Clt | Joueur           | Équipe                           | PJ | Min           | BC  | Moy  | %Arr | Bl |
| --- | ---------------- | -------------------------------- | -- | ------------- | --- | ---- | ---- | -- |
| 1   | Quentin Papillon | Boxers de Bordeaux               | 44 | 2244 min 42 s | 66  | 1.74 | 93,3 | 6  |
| 2   | Matt O'Connor    | Ducs d'Angers                    | 36 | 1979 min 25 s | 70  | 2.12 | 92,0 | 2  |
| 3   | Conrad Mölder    | Aigles de Nice                   | 42 | 1861 min 44 s | 83  | 2.52 | 91,8 | 1  |
| 4   | Griffen Outhouse | Diables rouges de Briançon       | 43 | 2260 min 5 s  | 110 | 2.75 | 91,3 | 4  |
| 5   | Tom Aubrun       | Pionniers de Chamonix Mont-Blanc | 37 | 2155 min 37 s | 99  | 2.68 | 91,2 | 4  |

Mise à jour : 9 mars 2025

### Séries éliminatoires pour le titre

#### Tableau
|  | Quarts de finale      | Quarts de finale                 | Quarts de finale     | Quarts de finale     |   |                               | Demi-finales  | Demi-finales  | Demi-finales  | Demi-finales  |  |  | Finale             | Finale             | Finale             | Finale             |
|  |                       |                                  |                      |                      |   |                               |               |               |               |               |  |  |                    |                    |                    |                    |
|  | 28 février au 5 mars  | 28 février au 5 mars             | 28 février au 5 mars | 28 février au 5 mars |   |                               | 14 au 22 mars | 14 au 22 mars | 14 au 22 mars | 14 au 22 mars |  |  | 28 mars au 5 avril | 28 mars au 5 avril | 28 mars au 5 avril | 28 mars au 5 avril |
|  | 28 février au 5 mars  | 28 février au 5 mars             | 28 février au 5 mars | 28 février au 5 mars |   |                               | 14 au 22 mars | 14 au 22 mars | 14 au 22 mars | 14 au 22 mars |  |  | 28 mars au 5 avril | 28 mars au 5 avril | 28 mars au 5 avril | 28 mars au 5 avril |
|  | 1                     | Brûleurs de loups de Grenoble    | 4                    | 4                    |   |                               | 14 au 22 mars | 14 au 22 mars | 14 au 22 mars | 14 au 22 mars |  |  | 28 mars au 5 avril | 28 mars au 5 avril | 28 mars au 5 avril | 28 mars au 5 avril |
|  | 1                     | Brûleurs de loups de Grenoble    | 4                    | 4                    |   |                               | 14 au 22 mars | 14 au 22 mars | 14 au 22 mars | 14 au 22 mars |  |  | 28 mars au 5 avril | 28 mars au 5 avril | 28 mars au 5 avril | 28 mars au 5 avril |
|  | 8                     | Aigles de Nice                   | 0                    | 0                    |   |                               | 14 au 22 mars | 14 au 22 mars | 14 au 22 mars | 14 au 22 mars |  |  | 28 mars au 5 avril | 28 mars au 5 avril | 28 mars au 5 avril | 28 mars au 5 avril |
|  | 8                     | Aigles de Nice                   | 0                    | 0                    | 1 | Brûleurs de loups de Grenoble | 4             | 4             |               |               |  |  | 28 mars au 5 avril | 28 mars au 5 avril | 28 mars au 5 avril | 28 mars au 5 avril |
|  | 28 février au 12 mars |                                  |                      |                      | 1 | Brûleurs de loups de Grenoble | 4             | 4             |               |               |  |  | 28 mars au 5 avril | 28 mars au 5 avril | 28 mars au 5 avril | 28 mars au 5 avril |
|  |                       |                                  | 5                    | Gothiques d'Amiens   | 1 | 1                             |               |               |               |               |  |  | 28 mars au 5 avril | 28 mars au 5 avril | 28 mars au 5 avril | 28 mars au 5 avril |
|  | 4                     | Dragons de Rouen                 | 5                    | Gothiques d'Amiens   | 1 | 1                             | 3             | 3             |               |               |  |  | 28 mars au 5 avril | 28 mars au 5 avril | 28 mars au 5 avril | 28 mars au 5 avril |
|  | 4                     | Dragons de Rouen                 | 14 au 19 mars        |                      |   |                               | 3             | 3             |               |               |  |  | 28 mars au 5 avril | 28 mars au 5 avril | 28 mars au 5 avril | 28 mars au 5 avril |
|  | 5                     | Gothiques d'Amiens               | 4                    | 4                    |   |                               |               |               |               |               |  |  | 28 mars au 5 avril | 28 mars au 5 avril | 28 mars au 5 avril | 28 mars au 5 avril |
|  | 5                     | Gothiques d'Amiens               | 4                    | 4                    | 1 | Brûleurs de loups de Grenoble | 4             | 4             |               |               |  |  |                    |                    |                    |                    |
|  | 28 février au 10 mars |                                  |                      |                      | 1 | Brûleurs de loups de Grenoble | 4             | 4             |               |               |  |  |                    |                    |                    |                    |
|  |                       |                                  | 2                    | Ducs d'Angers        | 1 | 1                             |               |               |               |               |  |  |                    |                    |                    |                    |
|  | 2                     | Ducs d'Angers                    | 2                    | Ducs d'Angers        | 1 | 1                             | 4             | 4             |               |               |  |  |                    |                    |                    |                    |
|  | 2                     | Ducs d'Angers                    |                      |                      |   |                               |               |               |               |               |  |  |                    |                    |                    |                    |
|  | 7                     | Pionniers de Chamonix Mont-Blanc | 2                    | 2                    |   |                               |               |               |               |               |  |  |                    |                    |                    |                    |
|  | 7                     | Pionniers de Chamonix Mont-Blanc | 2                    | 2                    | 2 | Ducs d'Angers                 | 4             | 4             |               |               |  |  |                    |                    |                    |                    |
|  | 28 février au 10 mars |                                  |                      |                      | 2 | Ducs d'Angers                 | 4             | 4             |               |               |  |  |                    |                    |                    |                    |
|  |                       |                                  | 3                    | Boxers de Bordeaux   | 0 | 0                             |               |               |               |               |  |  |                    |                    |                    |                    |
|  | 3                     | Boxers de Bordeaux               | 3                    | Boxers de Bordeaux   | 0 | 0                             | 4             | 4             |               |               |  |  |                    |                    |                    |                    |
|  | 3                     | Boxers de Bordeaux               |                      |                      |   |                               |               | 4             |               |               |  |  |                    |                    |                    |                    |
|  | 6                     | Spartiates de Marseille          | 2                    | 2                    |   |                               |               |               |               |               |  |  |                    |                    |                    |                    |
|  | 6                     | Spartiates de Marseille          | 2                    | 2                    |   |                               |               |               |               |               |  |  |                    |                    |                    |                    |
|  |                       |                                  |                      |                      |   |                               |               |               |               |               |  |  |                    |                    |                    |                    |

#### Résultats

##### Quarts de finale
Les quarts de finale ont lieu du 28 février au 12 mars 2025.

###### Grenoble - Nice: 4-0
| 28 février 2025 | Grenoble | 3-1 (0-1, 1-0, 2-0) | Nice | Patinoire Polesud 4 208 spectateurs |

| Feuille de match | Feuille de match | Feuille de match | Feuille de match                      | Feuille de match                                                                                 |
| ---------------- | --- | ---------------- | ------------------------------------- | ------------------------------------------------------------------------------------------------ |
|                  | - Mallet (Binner, Boivin) — 27 min 7 s (SN) Beauchemin (Binner, Boivin) — 49 min 40 s (SN) Bachelet (Dair, Deschamps) — 50 min 17 s | 0-1 1-1 2-1 3-1  | Tiala (Ruel, Lefebvre) — 10 min 7 s - | Arbitrage : Geoffrey Barcelo et Clément Goncalves Juges de lignes : Eric Briolat et Vincent Zede |
| Pintarič         | Gardiens | Mölder           |                                       | Arbitrage : Geoffrey Barcelo et Clément Goncalves Juges de lignes : Eric Briolat et Vincent Zede |
| 37 min           | Pénalités | 18 min           |                                       | Arbitrage : Geoffrey Barcelo et Clément Goncalves Juges de lignes : Eric Briolat et Vincent Zede |
| 34               | Tirs | 19               |                                       | Arbitrage : Geoffrey Barcelo et Clément Goncalves Juges de lignes : Eric Briolat et Vincent Zede |

| 1er mars 2025 | Grenoble | 5-2 (1-2, 2-0, 2-0) | Nice | Patinoire Polesud 4 208 spectateurs |

| Feuille de match | Feuille de match | Feuille de match            | Feuille de match                                                                  | Feuille de match                                                                                       |
| ---------------- | --- | --------------------------- | --------------------------------------------------------------------------------- | --- |
|                  | - Boivin (Hildermann, Jacobsson) — 14 min 56 s Southorn (Schmitt, Leclerc) — 30 min 22 s Boivin (Beauchemin, Treille) — 33 min 45 s (SN) Hardy (Binner, Farnier) — 46 min 2 s Boivin (Schmitt, Beauchemin) — 52 min 5 s | 0-1 0-2 1-2 2-2 3-2 4-2 5-2 | Broutin (Bērziņš, Salve) — 8 min 28 s Kopta (Loizeau, Kalan) — 14 min 11 s (SN) - | Arbitrage : Geoffrey Barcelo et Clément Goncalves Juges de lignes : Alexia Cheyroux et Quentin Ugolini |
| Pintarič         | Gardiens | Mölder                      |                                                                                   | Arbitrage : Geoffrey Barcelo et Clément Goncalves Juges de lignes : Alexia Cheyroux et Quentin Ugolini |
| 8 min            | Pénalités | 8 min                       |                                                                                   | Arbitrage : Geoffrey Barcelo et Clément Goncalves Juges de lignes : Alexia Cheyroux et Quentin Ugolini |
| 41               | Tirs | 22                          |                                                                                   | Arbitrage : Geoffrey Barcelo et Clément Goncalves Juges de lignes : Alexia Cheyroux et Quentin Ugolini |

| 4 mars 2025 | Nice | 1-4 (0-4, 1-0, 0-0) | Grenoble | Palais des sports Jean-Bouin 1 020 spectateurs |

| Feuille de match                          | Feuille de match                     | Feuille de match    | Feuille de match | Feuille de match                                                                             |
| ----------------------------------------- | ------------------------------------ | ------------------- | --- | -------------------------------------------------------------------------------------------- |
|                                           | - Ruel (Raška, Cirgues) — 39 min 4 s | 0-1 0-2 0-3 0-4 1-4 | Dair (Deschamps, Hardy) — 1 min 2 s (SN) Bachelet (Deschamps, Schmitt) — 4 min 40 s Boivin (Schmitt, Southorn) — 7 min 17 s Hilderman (Gueurif, Grossetete) — 9 min 32 s - | Arbitrage : Nicolas Barbez et Romain Herrault Juges de lignes : Eric Briolat et Vincent Zede |
| Mölder (9 min 34 s) Garnier (50 min 26 s) | Gardiens                             | Pintarič            | | Arbitrage : Nicolas Barbez et Romain Herrault Juges de lignes : Eric Briolat et Vincent Zede |
| 8 min                                     | Pénalités                            | 35 min              | | Arbitrage : Nicolas Barbez et Romain Herrault Juges de lignes : Eric Briolat et Vincent Zede |
| 28                                        | Tirs                                 | 37                  | | Arbitrage : Nicolas Barbez et Romain Herrault Juges de lignes : Eric Briolat et Vincent Zede |

| 5 mars 2025 | Nice | 1-2 (0-1, 1-0, 0-1) | Grenoble | Palais des sports Jean-Bouin 920 spectateurs |

| Feuille de match | Feuille de match                          | Feuille de match | Feuille de match                                                           | Feuille de match                                                                             |
| ---------------- | ----------------------------------------- | ---------------- | -------------------------------------------------------------------------- | -------------------------------------------------------------------------------------------- |
|                  | - Kalan (Lefebvre, Sutor) — 27 min 41 s - | 0-1 1-1 1-2      | Bachelet (Schmitt, Deschamps) — 4 min 47 s - Binner (Farnier) — 53 min 6 s | Arbitrage : Nicolas Barbez et Romain Herrault Juges de lignes : Eric Briolat et Vincent Zede |
| Garnier          | Gardiens                                  | Štěpánek         |                                                                            | Arbitrage : Nicolas Barbez et Romain Herrault Juges de lignes : Eric Briolat et Vincent Zede |
| 6 min            | Pénalités                                 | 6 min            |                                                                            | Arbitrage : Nicolas Barbez et Romain Herrault Juges de lignes : Eric Briolat et Vincent Zede |
| 23               | Tirs                                      | 33               |                                                                            | Arbitrage : Nicolas Barbez et Romain Herrault Juges de lignes : Eric Briolat et Vincent Zede |

###### Angers - Chamonix: 4-2
| 28 février 2025 | Angers | 3-5 (0-0, 1-2, 2-3) | Chamonix | Angers IceParc 3 586 spectateurs |

| Feuille de match | Feuille de match                                                                                          | Feuille de match                | Feuille de match | Feuille de match                                                                             |
| ---------------- | --- | ------------------------------- | --- | -------------------------------------------------------------------------------------------- |
|                  | - Di Dio Balsamo — 32 min 38 s Gaborit (Valier) — 42 min 15 s Wilkins (Shaw, Valier) — 45 min 24 s (SN) - | 0-1 0-2 1-2 2-2 3-2 3-3 3-4 3-5 | Carnbäck (Kauppila, Tugnutt) — 20 min 49 s Carnbäck (Tugnutt, Muller) — 25 min - Ten Braak (Ižacký, Kauppila) — 48 min 34 s Coffy (Fortin, Åkerman) — 59 min 2 s Grīnbergs (Kivinen, Tugnutt) — 59 min 45 s (CV) | Arbitrage : Cyril Debuche et Julien Peyre Juges de lignes : Quentin Cady et Maxime Laboulais |
| O'Connor         | Gardiens                                                                                                  | Aubrun                          | | Arbitrage : Cyril Debuche et Julien Peyre Juges de lignes : Quentin Cady et Maxime Laboulais |
| 4 min            | Pénalités                                                                                                 | 8 min                           | | Arbitrage : Cyril Debuche et Julien Peyre Juges de lignes : Quentin Cady et Maxime Laboulais |
| 30               | Tirs | 22                              | | Arbitrage : Cyril Debuche et Julien Peyre Juges de lignes : Quentin Cady et Maxime Laboulais |

| 1er mars 2025 | Angers | 4-0 (1-0, 2-0, 1-0) | Chamonix | Angers IceParc 3 586 spectateurs |

| Feuille de match | Feuille de match | Feuille de match | Feuille de match | Feuille de match                                                                                     |
| ---------------- | --- | ---------------- | ---------------- | --- |
|                  | Prapavessis (Valier, Gaborit) — 15 min 59 s Tavernier (Di Dio Balsamo, Cap) — 29 min 7 s Rouhiainen (Llorca, Sarliève) — 30 min 38 s Nicholls — 53 min 35 s (SN) | 1-0 2-0 3-0 4-0  | -                | Arbitrage : Romain Herrault et Cyril Debuche Juges de lignes : Quentin Cady et Pierre Mercier-Landry |
| O'Connor         | Gardiens | Aubrun           |                  | Arbitrage : Romain Herrault et Cyril Debuche Juges de lignes : Quentin Cady et Pierre Mercier-Landry |
| 28 min           | Pénalités | 45 min           |                  | Arbitrage : Romain Herrault et Cyril Debuche Juges de lignes : Quentin Cady et Pierre Mercier-Landry |
| 42               | Tirs | 23               |                  | Arbitrage : Romain Herrault et Cyril Debuche Juges de lignes : Quentin Cady et Pierre Mercier-Landry |

| 4 mars 2025 | Chamonix | 0-4 (0-0, 0-1, 0-3) | Angers | Centre sportif Richard-Bozon 1 900 spectateurs |

| Feuille de match | Feuille de match | Feuille de match | Feuille de match | Feuille de match                                                                                          |
| ---------------- | ---------------- | ---------------- | --- | --- |
|                  | -                | 0-1 0-2 0-3 0-4  | Colley (Serer, Cap) — 38 min Serer (Suire, Colley) — 42 min 57 s Shaw (Tavernier, Wilkins) — 43 min 39 s Tavernier — 59 min 3 s (CV) | Arbitrage : Clément Goncalves et Geoffrey Barcelo Juges de lignes : Quentin Ugolini et Joffrey Yssembourg |
| Aubrun           | Gardiens         | O'Connor         | | Arbitrage : Clément Goncalves et Geoffrey Barcelo Juges de lignes : Quentin Ugolini et Joffrey Yssembourg |
| 6 min            | Pénalités        | 12 min           | | Arbitrage : Clément Goncalves et Geoffrey Barcelo Juges de lignes : Quentin Ugolini et Joffrey Yssembourg |
| 31               | Tirs             | 24               | | Arbitrage : Clément Goncalves et Geoffrey Barcelo Juges de lignes : Quentin Ugolini et Joffrey Yssembourg |

| 5 mars 2025 | Chamonix | 1-5 (0-2, 1-0, 0-3) | Angers | Centre sportif Richard-Bozon 1 900 spectateurs |

| Feuille de match | Feuille de match                                     | Feuille de match        | Feuille de match | Feuille de match                                                                                  |
| ---------------- | ---------------------------------------------------- | ----------------------- | --- | ------------------------------------------------------------------------------------------------- |
|                  | - Tugnutt (Carnbäck, Kivinen) — 39 min 41 s (2 SN) - | 0-1 0-2 1-2 1-3 1-4 1-5 | Sarliève (Halley, Di Dio Balsamo) — 10 min 7 s Shaw (Wilkins, Tavernier) — 11 min 56 s - Nicholls (Halley, Sarliève) — 54 min 3 s (SN) Wilkins (Shaw, Tavernier) — 57 min 35 s Tavernier (Shaw, Wilkins) — 59 min 55 s | Arbitrage : Jérémy Rauline et Nicolas Cregut Juges de lignes : Alexia Cheyroux et Quentin Ugolini |
| Aubrun           | Gardiens                                             | O'Connor                | | Arbitrage : Jérémy Rauline et Nicolas Cregut Juges de lignes : Alexia Cheyroux et Quentin Ugolini |
| 4 min            | Pénalités                                            | 8 min                   | | Arbitrage : Jérémy Rauline et Nicolas Cregut Juges de lignes : Alexia Cheyroux et Quentin Ugolini |
| 31               | Tirs                                                 | 35                      | | Arbitrage : Jérémy Rauline et Nicolas Cregut Juges de lignes : Alexia Cheyroux et Quentin Ugolini |

| 8 mars 2025 | Angers | 1-2 (pr) (1-0, 0-1, 0-0, 0-1) | Chamonix | Angers IceParc 3 586 spectateurs |

| Feuille de match | Feuille de match                          | Feuille de match | Feuille de match                                                              | Feuille de match                                                                                   |
| ---------------- | ----------------------------------------- | ---------------- | ----------------------------------------------------------------------------- | -------------------------------------------------------------------------------------------------- |
|                  | Tavernier (Manning, Shaw) — 18 min 50 s - | 1-0 1-1 1-2      | - M. Ville (G. Ville, Convert) — 32 min 3 s Kauppila (M. Ville) — 67 min 48 s | Arbitrage : Jérémy Rauline et Nicolas Barbez Juges de lignes : Leevan Thiebault et Alexia Cheyroux |
| O'Connor         | Gardiens                                  | Aubrun           |                                                                               | Arbitrage : Jérémy Rauline et Nicolas Barbez Juges de lignes : Leevan Thiebault et Alexia Cheyroux |
| 6 min            | Pénalités                                 | 2 min            |                                                                               | Arbitrage : Jérémy Rauline et Nicolas Barbez Juges de lignes : Leevan Thiebault et Alexia Cheyroux |
| 35               | Tirs                                      | 26               |                                                                               | Arbitrage : Jérémy Rauline et Nicolas Barbez Juges de lignes : Leevan Thiebault et Alexia Cheyroux |

| 10 mars 2025 | Chamonix | 1-2 (pr) (0-1, 0-0, 1-0, 0-1) | Angers | Centre sportif Richard-Bozon 1 290 spectateurs |

| Feuille de match | Feuille de match                              | Feuille de match | Feuille de match                                                 | Feuille de match                                                                                 |
| ---------------- | --------------------------------------------- | ---------------- | ---------------------------------------------------------------- | ------------------------------------------------------------------------------------------------ |
|                  | - Kivinen (Carnbäck, Tugnutt) — 47 min 51 s - | 0-1 1-1 1-2      | Wilkins (Shaw, Tavernier) — 4 min 26 s - Tavernier — 61 min 45 s | Arbitrage : Clément Goncalves et Geoffrey Barcelo Juges de lignes : Vincent Zede et Eric Briolat |
| Aubrun           | Gardiens                                      | O'Connor         |                                                                  | Arbitrage : Clément Goncalves et Geoffrey Barcelo Juges de lignes : Vincent Zede et Eric Briolat |
| 14 min           | Pénalités                                     | 10 min           |                                                                  | Arbitrage : Clément Goncalves et Geoffrey Barcelo Juges de lignes : Vincent Zede et Eric Briolat |
| 26               | Tirs                                          | 41               |                                                                  | Arbitrage : Clément Goncalves et Geoffrey Barcelo Juges de lignes : Vincent Zede et Eric Briolat |

###### Bordeaux - Marseille: 4-2
| 28 février 2025 | Bordeaux | 3-0 (1-0, 0-0, 2-0) | Marseille | Patinoire de Mériadeck 3 500 spectateurs |

| Feuille de match | Feuille de match                                                                                                  | Feuille de match | Feuille de match | Feuille de match                                                                                   |
| ---------------- | --- | ---------------- | ---------------- | -------------------------------------------------------------------------------------------------- |
|                  | Salonen (Valtonen, Lamarche) — 15 min 50 s Spinozzi (Salonen, Leborgne) — 54 min 16 s Poudrier — 59 min 54 s (CV) | 1-0 2-0 3-0      | -                | Arbitrage : Raphaël Rohwedder et Nicolas Cregut Juges de lignes : Leevan Thiebault et Johan Fauvel |
| Papillon         | Gardiens | Čiliak           |                  | Arbitrage : Raphaël Rohwedder et Nicolas Cregut Juges de lignes : Leevan Thiebault et Johan Fauvel |
| 10 min           | Pénalités | 8 min            |                  | Arbitrage : Raphaël Rohwedder et Nicolas Cregut Juges de lignes : Leevan Thiebault et Johan Fauvel |
| 37               | Tirs | 25               |                  | Arbitrage : Raphaël Rohwedder et Nicolas Cregut Juges de lignes : Leevan Thiebault et Johan Fauvel |

| 1er mars 2025 | Bordeaux | 1-2 (0-0, 1-0, 0-2) | Marseille | Patinoire de Mériadeck 3 500 spectateurs |

| Feuille de match | Feuille de match                             | Feuille de match | Feuille de match                                                                        | Feuille de match                                                                                   |
| ---------------- | -------------------------------------------- | ---------------- | --------------------------------------------------------------------------------------- | -------------------------------------------------------------------------------------------------- |
|                  | Valtonen (Salonen, Tournier) — 22 min 36 s - | 1-0 1-1 1-2      | - Boivin (Dufek, Stoliarov) — 54 min 26 s Machač (Bourgeois, Boivin) — 57 min 10 s (SN) | Arbitrage : Raphaël Rohwedder et Nicolas Cregut Juges de lignes : Leevan Thiebault et Johan Fauvel |
| Papillon         | Gardiens                                     | Čiliak           |                                                                                         | Arbitrage : Raphaël Rohwedder et Nicolas Cregut Juges de lignes : Leevan Thiebault et Johan Fauvel |
| 6 min            | Pénalités                                    | 6 min            |                                                                                         | Arbitrage : Raphaël Rohwedder et Nicolas Cregut Juges de lignes : Leevan Thiebault et Johan Fauvel |
| 31               | Tirs                                         | 33               |                                                                                         | Arbitrage : Raphaël Rohwedder et Nicolas Cregut Juges de lignes : Leevan Thiebault et Johan Fauvel |

| 4 mars 2025 | Marseille | 1-4 (0-1, 1-2, 0-1) | Bordeaux | Palais omnisports Marseille Grand Est 5 002 spectateurs |

| Feuille de match | Feuille de match                                 | Feuille de match    | Feuille de match | Feuille de match                                                                                     |
| ---------------- | ------------------------------------------------ | ------------------- | --- | --- |
|                  | - Colotti (Dufek, Bjorkung) — 25 min 16 s (SN) - | 0-1 1-1 1-2 1-3 1-4 | Salonen (Valtonen, Dusseau) — 16 min 26 s - Giroux (Poudrier, Tournier) — 26 min 15 s Prissaint (Valtonen, Salonen) — 38 min 40 s Bruche (Poudrier) — 49 min 13 s | Arbitrage : Cyril Debuche et Julien Peyre Juges de lignes : Nicolas Constantineau et Viny Bergamelli |
| Čiliak           | Gardiens                                         | Papillon            | | Arbitrage : Cyril Debuche et Julien Peyre Juges de lignes : Nicolas Constantineau et Viny Bergamelli |
| 2 min            | Pénalités                                        | 6 min               | | Arbitrage : Cyril Debuche et Julien Peyre Juges de lignes : Nicolas Constantineau et Viny Bergamelli |
| 21               | Tirs                                             | 33                  | | Arbitrage : Cyril Debuche et Julien Peyre Juges de lignes : Nicolas Constantineau et Viny Bergamelli |

| 5 mars 2025 | Marseille | 1-4 (1-0, 0-1, 0-3) | Bordeaux | Palais omnisports Marseille Grand Est 4 866 spectateurs |

| Feuille de match | Feuille de match                  | Feuille de match    | Feuille de match | Feuille de match                                                                                     |
| ---------------- | --------------------------------- | ------------------- | --- | --- |
|                  | Coulaud (Da Costa) — 7 min 37 s - | 1-0 1-1 1-2 1-3 1-4 | - Giroux (Leborgne, Prissaint) — 31 min 20 s Ģēģeris (Rambelo, Papillon) — 49 min 16 s Giroux (Poudrier, Bruche) — 57 min 3 s Rambelo (Poudrier, Prissaint) — 58 min 34 s (CV) | Arbitrage : Cyril Debuche et Julien Peyre Juges de lignes : Nicolas Constantineau et Viny Bergamelli |
| Čiliak           | Gardiens                          | Papillon            | | Arbitrage : Cyril Debuche et Julien Peyre Juges de lignes : Nicolas Constantineau et Viny Bergamelli |
| 8 min            | Pénalités                         | 4 min               | | Arbitrage : Cyril Debuche et Julien Peyre Juges de lignes : Nicolas Constantineau et Viny Bergamelli |
| 28               | Tirs                              | 48                  | | Arbitrage : Cyril Debuche et Julien Peyre Juges de lignes : Nicolas Constantineau et Viny Bergamelli |

| 8 mars 2025 | Bordeaux | 1-5 (1-0, 0-3, 0-2) | Marseille | Patinoire de Mériadeck 3 500 spectateurs |

| Feuille de match | Feuille de match                                  | Feuille de match        | Feuille de match | Feuille de match                                                                          |
| ---------------- | ------------------------------------------------- | ----------------------- | --- | ----------------------------------------------------------------------------------------- |
|                  | Salonen (Valtonen, Jevpalovs) — 1 min 47 s (SN) - | 1-0 1-1 1-2 1-3 1-4 1-5 | - Dufek (Stoliarov, Bjorkung) — 20 min 36 s Salhany (Dufek, Bjorkung) — 28 min 39 s (SN) Dufek (Stoliarov) — 39 min 19 s Salhany (Joubert, Bjorkung) — 54 min 22 s Matuš (Machač) — 59 min 10 s (SN) | Arbitrage : Adrien Ernecq et Pierre Dehaen Juges de lignes : Johan Fauvel et Thomas Simon |
| Papillon         | Gardiens                                          | Čiliak                  | | Arbitrage : Adrien Ernecq et Pierre Dehaen Juges de lignes : Johan Fauvel et Thomas Simon |
| 31 min           | Pénalités                                         | 6 min                   | | Arbitrage : Adrien Ernecq et Pierre Dehaen Juges de lignes : Johan Fauvel et Thomas Simon |
| 35               | Tirs                                              | 32                      | | Arbitrage : Adrien Ernecq et Pierre Dehaen Juges de lignes : Johan Fauvel et Thomas Simon |

| 10 mars 2025 | Marseille | 1-4 (0-2, 1-1, 0-1) | Bordeaux | Palais omnisports Marseille Grand Est 4 864 spectateurs |

| Feuille de match | Feuille de match                           | Feuille de match    | Feuille de match | Feuille de match                                                                                           |
| ---------------- | ------------------------------------------ | ------------------- | --- | --- |
|                  | - Morillon (Salhany, Ruusu) — 34 min 9 s - | 0-1 0-2 0-3 1-3 1-4 | Giroux (Spinozzi, Poudrier) — 11 min 11 s Poudrier — 17 min 29 s Carry (Giroux, Poudrier) — 30 min 50 s (SN) - Bruche (Spinozzi, Jevpalovs) — 53 min 57 s | Arbitrage : Jérémy Rauline et Raphaël Rohwedder Juges de lignes : Nicolas Constantineau et Viny Bergamelli |
| Čiliak           | Gardiens                                   | Papillon            | | Arbitrage : Jérémy Rauline et Raphaël Rohwedder Juges de lignes : Nicolas Constantineau et Viny Bergamelli |
| 6 min            | Pénalités                                  | 6 min               | | Arbitrage : Jérémy Rauline et Raphaël Rohwedder Juges de lignes : Nicolas Constantineau et Viny Bergamelli |
| 21               | Tirs                                       | 32                  | | Arbitrage : Jérémy Rauline et Raphaël Rohwedder Juges de lignes : Nicolas Constantineau et Viny Bergamelli |

###### Rouen - Amiens: 3-4
| 28 février 2025 | Rouen | 3-1 (0-0, 1-1, 2-0) | Amiens | L'Île Lacroix 3 029 spectateurs |

| Feuille de match | Feuille de match | Feuille de match | Feuille de match                               | Feuille de match                                                                                  |
| ---------------- | --- | ---------------- | ---------------------------------------------- | ------------------------------------------------------------------------------------------------- |
|                  | Bengtsson (Glad, Vīgners) — 31 min 47 s - Vīgners (Bengtsson, Perron) — 49 min 32 s Kytnár (Dmytriw, Bengtsson) — 51 min 31 s (SN) | 1-0 1-1 2-1 3-1  | - Gibert (Maïa, Brittain) — 38 min 12 s (SN) - | Arbitrage : Jérémy Rauline et Laurent Garbay Juges de lignes : Thomas Simon et Joffrey Yssembourg |
| Lackovič         | Gardiens | Kozun            |                                                | Arbitrage : Jérémy Rauline et Laurent Garbay Juges de lignes : Thomas Simon et Joffrey Yssembourg |
| 20 min           | Pénalités | 22 min           |                                                | Arbitrage : Jérémy Rauline et Laurent Garbay Juges de lignes : Thomas Simon et Joffrey Yssembourg |
| 37               | Tirs | 22               |                                                | Arbitrage : Jérémy Rauline et Laurent Garbay Juges de lignes : Thomas Simon et Joffrey Yssembourg |

| 1er mars 2025 | Rouen | 3-4 (1-1, 1-2, 1-1) | Amiens | L'Île Lacroix 3 029 spectateurs |

| Feuille de match | Feuille de match | Feuille de match            | Feuille de match | Feuille de match                                                                                  |
| ---------------- | --- | --------------------------- | --- | ------------------------------------------------------------------------------------------------- |
|                  | - Lindelöf (Bengtsson, Rech) — 16 min 43 s (SN) Dmytriw (Bengtsson, Rech) — 22 min 56 s (SN) - Lindelöf (Kytnár, Rech) — 45 min 32 s (SN) - | 0-1 1-1 2-1 2-2 2-3 3-3 3-4 | Phelan (Lavigne, Djemel) — 10 min 12 s - Tessier (Brittain) — 23 min 13 s Tessier (Magovac, Čepon) — 34 min - Tessier (Brittain, Maïa) — 54 min 14 s | Arbitrage : Jérémy Rauline et Laurent Garbay Juges de lignes : Thomas Simon et Joffrey Yssembourg |
| Lackovič         | Gardiens | Kozun                       | | Arbitrage : Jérémy Rauline et Laurent Garbay Juges de lignes : Thomas Simon et Joffrey Yssembourg |
| 6 min            | Pénalités | 12 min                      | | Arbitrage : Jérémy Rauline et Laurent Garbay Juges de lignes : Thomas Simon et Joffrey Yssembourg |
| 23               | Tirs | 27                          | | Arbitrage : Jérémy Rauline et Laurent Garbay Juges de lignes : Thomas Simon et Joffrey Yssembourg |

| 4 mars 2025 | Amiens | 3-4 (pr) (2-0, 1-1, 0-2, 0-1) | Rouen | Coliseum 3 220 spectateurs |

| Feuille de match | Feuille de match | Feuille de match            | Feuille de match | Feuille de match                                                                              |
| ---------------- | --- | --------------------------- | --- | --------------------------------------------------------------------------------------------- |
|                  | Maïa (Magovac, Švanenbergs) — 7 min 19 s (SN) Švanenbergs (Mony) — 16 min 34 s - Matima (Bergeron, Gibert) — 32 min 1 s - | 1-0 2-0 2-1 3-1 3-2 3-3 3-4 | - Lindelöf (Perron, Bengtsson) — 24 min 40 s - Lindelöf (Perron, Rech) — 46 min 15 s (2 SN) Vīgners (Glad, Perron) — 47 min 3 s Lindelöf — 63 min 29 s | Arbitrage : Adrien Ernecq et Pierre Dehaen Juges de lignes : Maxime Laboulais et Quentin Cady |
| Kozun            | Gardiens | Lackovič                    | | Arbitrage : Adrien Ernecq et Pierre Dehaen Juges de lignes : Maxime Laboulais et Quentin Cady |
| 16 min           | Pénalités | 12 min                      | | Arbitrage : Adrien Ernecq et Pierre Dehaen Juges de lignes : Maxime Laboulais et Quentin Cady |
| 22               | Tirs | 39                          | | Arbitrage : Adrien Ernecq et Pierre Dehaen Juges de lignes : Maxime Laboulais et Quentin Cady |

| 5 mars 2025 | Amiens | 0-2 (0-0, 0-1, 0-1) | Rouen | Coliseum 3 116 spectateurs |

| Feuille de match | Feuille de match | Feuille de match | Feuille de match                                                | Feuille de match                                                                                   |
| ---------------- | ---------------- | ---------------- | --------------------------------------------------------------- | -------------------------------------------------------------------------------------------------- |
|                  | -                | 0-1 0-2          | Lampérier (Dmytriw) — 23 min 47 s Simonsen (Naud) — 48 min 14 s | Arbitrage : Adrien Ernecq et Pierre Dehaen Juges de lignes : Pierre Mercier-Landry et Quentin Cady |
| Kozun            | Gardiens         | Lackovič         |                                                                 | Arbitrage : Adrien Ernecq et Pierre Dehaen Juges de lignes : Pierre Mercier-Landry et Quentin Cady |
| 8 min            | Pénalités        | 10 min           |                                                                 | Arbitrage : Adrien Ernecq et Pierre Dehaen Juges de lignes : Pierre Mercier-Landry et Quentin Cady |
| 30               | Tirs             | 28               |                                                                 | Arbitrage : Adrien Ernecq et Pierre Dehaen Juges de lignes : Pierre Mercier-Landry et Quentin Cady |

| 9 mars 2025 | Rouen | 6-7 (TB) (1-2, 2-1, 3-3, 0-0, 0-1) | Amiens | L'Île Lacroix 3 029 spectateurs |

| Feuille de match | Feuille de match | Feuille de match                                    | Feuille de match | Feuille de match                                                                                          |
| ---------------- | --- | --------------------------------------------------- | --- | --- |
|                  | - Cantagallo (Lampérier, Simonsen) — 5 min 6 s Simonsen (Lindelöf, Glad) — 24 min 37 s Bengtsson (Lindelöf, Vīgners) — 35 min 32 s - Simonsen (Yeo, Perron) — 40 min 53 s (SN) Yeo (Naud) — 41 min 51 s - Perret (Rech, Glad) — 48 min 57 s - | 0-1 0-2 1-2 2-2 3-2 3-3 4-3 5-3 5-4 6-4 6-5 6-6 6-7 | Gibert (Bergeron, Mony) — 3 min 47 s Magovac (Djemel, Phelan) — 4 min 22 s - Lavigne (Tessier, Maïa) — 38 min 12 s (SN) - Matima (Gibert, Roussel) — 45 min 41 s - Tessier (Larinmaa) — 53 min 24 s Tessier (Plagnat, Mony) — 57 min 5 s Tessier — 70 min (TB) | Arbitrage : Geoffrey Barcelo et Clément Goncalves Juges de lignes : Joffrey Yssembourg et Quentin Ugolini |
| Lackovič         | Gardiens | Kozun                                               | | Arbitrage : Geoffrey Barcelo et Clément Goncalves Juges de lignes : Joffrey Yssembourg et Quentin Ugolini |
| 14 min           | Pénalités | 8 min                                               | | Arbitrage : Geoffrey Barcelo et Clément Goncalves Juges de lignes : Joffrey Yssembourg et Quentin Ugolini |
| 39               | Tirs | 37                                                  | | Arbitrage : Geoffrey Barcelo et Clément Goncalves Juges de lignes : Joffrey Yssembourg et Quentin Ugolini |

| 10 mars 2025 | Amiens | 1-0 (1-0, 0-0, 0-0) | Rouen | Coliseum 3 220 spectateurs |

| Feuille de match | Feuille de match               | Feuille de match | Feuille de match | Feuille de match                                                                             |
| ---------------- | ------------------------------ | ---------------- | ---------------- | -------------------------------------------------------------------------------------------- |
|                  | Phelan (Tessier) — 16 min 35 s | 1-0              | -                | Arbitrage : Cyril Debuche et Julien Peyre Juges de lignes : Leevan Thiebault et Johan Fauvel |
| Kozun            | Gardiens                       | Lackovič         |                  | Arbitrage : Cyril Debuche et Julien Peyre Juges de lignes : Leevan Thiebault et Johan Fauvel |
| 20 min           | Pénalités                      | 16 min           |                  | Arbitrage : Cyril Debuche et Julien Peyre Juges de lignes : Leevan Thiebault et Johan Fauvel |
| 32               | Tirs                           | 29               |                  | Arbitrage : Cyril Debuche et Julien Peyre Juges de lignes : Leevan Thiebault et Johan Fauvel |

| 12 mars 2025 | Rouen | 2-3 (0-1, 2-1, 0-1) | Amiens | L'Île Lacroix 3 029 spectateurs |

| Feuille de match | Feuille de match                                                              | Feuille de match    | Feuille de match                                                                            | Feuille de match                                                                                        |
| ---------------- | ----------------------------------------------------------------------------- | ------------------- | ------------------------------------------------------------------------------------------- | --- |
|                  | - Tomasino (Perret, Yeo) — 33 min 43 s - Simonsen (Rech, Yeo) — 39 min 19 s - | 0-1 1-1 1-2 2-2 2-3 | Lepage (Tessier) — 8 min 21 s - Tessier — 37 min 33 s - Matima (Gibert, Mony) — 54 min 55 s | Arbitrage : Nicolas Cregut et Jérémy Rauline Juges de lignes : Nicolas Constantineau et Quentin Ugolini |
| Lackovič         | Gardiens                                                                      | Kozun               |                                                                                             | Arbitrage : Nicolas Cregut et Jérémy Rauline Juges de lignes : Nicolas Constantineau et Quentin Ugolini |
| 2 min            | Pénalités                                                                     | 4 min               |                                                                                             | Arbitrage : Nicolas Cregut et Jérémy Rauline Juges de lignes : Nicolas Constantineau et Quentin Ugolini |
| 38               | Tirs                                                                          | 24                  |                                                                                             | Arbitrage : Nicolas Cregut et Jérémy Rauline Juges de lignes : Nicolas Constantineau et Quentin Ugolini |

##### Demi-finales
Les demi-finales ont lieu du 14 au 22 mars 2025.

###### Grenoble - Amiens: 4-1
| 14 mars 2025 | Grenoble | 4-5 (TB) (0-1, 1-1, 3-2, 0-0, 0-1) | Amiens | Patinoire Polesud 4 208 spectateurs |

| Feuille de match | Feuille de match | Feuille de match                    | Feuille de match | Feuille de match                                                                                          |
| ---------------- | --- | ----------------------------------- | --- | --- |
|                  | - Treille (Dair, Koudri) — 26 min 39 s - Binner (Pintarič) — 42 min 30 s Boivin (Beauchemin, Mallet) — 43 min 20 s - Treille (Binner, Beauchemin) — 59 min 18 s (JS) - | 0-1 1-1 1-2 2-2 3-2 3-3 3-4 4-4 4-5 | Lavigne (Čepon, Phelan) — 19 min 41 s - Phelan (Djemel, Lavigne) — 36 min 5 s - Maïa (Švanenbergs, Čepon) — 55 min 51 s Čepon (Matima, Magovac) — 58 min 6 s - Tessier — 70 min (TB) | Arbitrage : Geoffrey Barcelo et Clément Goncalves Juges de lignes : Eric Briolat et Nicolas Constantineau |
| Pintarič         | Gardiens | Kozun                               | | Arbitrage : Geoffrey Barcelo et Clément Goncalves Juges de lignes : Eric Briolat et Nicolas Constantineau |
| 2 min            | Pénalités | 33 min                              | | Arbitrage : Geoffrey Barcelo et Clément Goncalves Juges de lignes : Eric Briolat et Nicolas Constantineau |
| 49               | Tirs | 28                                  | | Arbitrage : Geoffrey Barcelo et Clément Goncalves Juges de lignes : Eric Briolat et Nicolas Constantineau |

| 15 mars 2025 | Grenoble | 3-0 (0-0, 2-0, 1-0) | Amiens | Patinoire Polesud 4 208 spectateurs |

| Feuille de match | Feuille de match | Feuille de match | Feuille de match | Feuille de match                                                                                     |
| ---------------- | --- | ---------------- | ---------------- | --- |
|                  | Dair (Koudri, Southorn) — 29 min 41 s Koudri (Treille, Southorn) — 31 min 40 s Bachelet (Dair, Deschamps) — 45 min 28 s | 1-0 2-0 3-0      | -                | Arbitrage : Raphaël Rohwedder et Jérémy Rauline Juges de lignes : Alexia Cheyroux et Quentin Ugolini |
| Pintarič         | Gardiens | Fouquerel        |                  | Arbitrage : Raphaël Rohwedder et Jérémy Rauline Juges de lignes : Alexia Cheyroux et Quentin Ugolini |
| 2 min            | Pénalités | 6 min            |                  | Arbitrage : Raphaël Rohwedder et Jérémy Rauline Juges de lignes : Alexia Cheyroux et Quentin Ugolini |
| 37               | Tirs | 23               |                  | Arbitrage : Raphaël Rohwedder et Jérémy Rauline Juges de lignes : Alexia Cheyroux et Quentin Ugolini |

| 18 mars 2025 | Amiens | 3-5 (0-1, 3-0, 0-4) | Grenoble | Coliseum 3 220 spectateurs |

| Feuille de match | Feuille de match                                                                                               | Feuille de match                | Feuille de match | Feuille de match                                                                         |
| ---------------- | --- | ------------------------------- | --- | ---------------------------------------------------------------------------------------- |
|                  | - Matima (Švanenbergs, Lepage) — 21 min 30 s Tessier (Gibert, Bergeron) — 21 min 51 s Matima (Maïa) — 36 min - | 0-1 1-1 2-1 3-1 3-2 3-3 3-4 3-5 | Gueurif (Leclerc, Crinon) — 15 min 29 s - Fleury (Leclerc, Crinon) — 44 min 29 s Deschamps (Leclerc, Fleury) — 44 min 47 s Deschamps (Hardy, Binner) — 53 min 17 s Andersson — 59 min 59 s (SN) | Arbitrage : Cyril Debuche et Julien Peyre Juges de lignes : Quentin Cady et Eric Briolat |
| Kozun            | Gardiens | Pintarič                        | | Arbitrage : Cyril Debuche et Julien Peyre Juges de lignes : Quentin Cady et Eric Briolat |
| 2 min            | Pénalités | 8 min                           | | Arbitrage : Cyril Debuche et Julien Peyre Juges de lignes : Quentin Cady et Eric Briolat |
| 23               | Tirs | 42                              | | Arbitrage : Cyril Debuche et Julien Peyre Juges de lignes : Quentin Cady et Eric Briolat |

| 19 mars 2025 | Amiens | 1-7 (1-0, 0-2, 0-5) | Grenoble | Coliseum 3 220 spectateurs |

| Feuille de match | Feuille de match                          | Feuille de match                | Feuille de match | Feuille de match                                                                                      |
| ---------------- | ----------------------------------------- | ------------------------------- | --- | --- |
|                  | Matima (Plagnat, Bergeron) — 2 min 18 s - | 1-0 1-1 1-2 1-3 1-4 1-5 1-6 1-7 | - Fleury (Southorn, Leclerc) — 21 min 59 s Hardy (Deschamps, Mallet) — 37 min 9 s Boivin (Binner, Beauchemin) — 46 min 49 s (2 SN) Boivin (Beauchemin, Mallet) — 48 min 37 s Boivin (Beauchemin, Mallet) — 51 min 44 s Dair (Gueurif) — 57 min 28 s (IN) Treille (Dair, Koudri) — 58 min 52 s | Arbitrage : Nicolas Cregut et Nicolas Barbez Juges de lignes : Leevan Thiebault et Joffrey Yssembourg |
| Fouquerel        | Gardiens                                  | Pintarič                        | | Arbitrage : Nicolas Cregut et Nicolas Barbez Juges de lignes : Leevan Thiebault et Joffrey Yssembourg |
| 15 min           | Pénalités                                 | 13 min                          | | Arbitrage : Nicolas Cregut et Nicolas Barbez Juges de lignes : Leevan Thiebault et Joffrey Yssembourg |
| 22               | Tirs                                      | 34                              | | Arbitrage : Nicolas Cregut et Nicolas Barbez Juges de lignes : Leevan Thiebault et Joffrey Yssembourg |

| 22 mars 2025 | Grenoble | 3-2 (1-0, 1-2, 1-0) | Amiens | Patinoire Polesud 4 208 spectateurs |

| Feuille de match | Feuille de match | Feuille de match    | Feuille de match                                                            | Feuille de match                                                                                           |
| ---------------- | --- | ------------------- | --------------------------------------------------------------------------- | --- |
|                  | Bachelet (Boivin, Binner) — 4 min 44 s (SN) - Mallet (Beauchemin, Binner) — 38 min 14 s (SN) Bachelet (Crinon, Deschamps) — 41 min 35 s | 1-0 1-1 1-2 2-2 3-2 | - Magovac (Mony, Maïa) — 26 min 23 s Tessier (Čepon, Matima) — 33 min 1 s - | Arbitrage : Clément Goncalves et Jérémy Rauline Juges de lignes : Viny Bergamelli et Nicolas Constantineau |
| Pintarič         | Gardiens | Kozun               |                                                                             | Arbitrage : Clément Goncalves et Jérémy Rauline Juges de lignes : Viny Bergamelli et Nicolas Constantineau |
| 10 min           | Pénalités | 8 min               |                                                                             | Arbitrage : Clément Goncalves et Jérémy Rauline Juges de lignes : Viny Bergamelli et Nicolas Constantineau |
| 43               | Tirs | 22                  |                                                                             | Arbitrage : Clément Goncalves et Jérémy Rauline Juges de lignes : Viny Bergamelli et Nicolas Constantineau |

###### Angers - Bordeaux: 4-0
| 14 mars 2025 | Angers | 4-3 (1-0, 0-1, 3-2) | Bordeaux | Angers IceParc 3 586 spectateurs |

| Feuille de match | Feuille de match | Feuille de match            | Feuille de match                                                                                   | Feuille de match                                                                                |
| ---------------- | --- | --------------------------- | -------------------------------------------------------------------------------------------------- | ----------------------------------------------------------------------------------------------- |
|                  | Shaw (Rouhiainen, Tavernier) — 13 min 22 s (SN) - Sarliève (Halley) — 41 min 7 s - Rouhiainen (Shaw) — 55 min 25 s (SN) Tavernier (Wilkins, Llorca) — 57 min 26 s | 1-0 1-1 1-2 2-2 2-3 3-3 4-3 | - Salonen (Pompei) — 22 min 1 s Bruche — 40 min 54 s - Valtonen (Dusseau, Lamarche) — 44 min 3 s - | Arbitrage : Cyril Debuche et Julien Peyre Juges de lignes : Leevan Thiebault et Viny Bergamelli |
| O'Connor         | Gardiens | Papillon                    | | Arbitrage : Cyril Debuche et Julien Peyre Juges de lignes : Leevan Thiebault et Viny Bergamelli |
| 4 min            | Pénalités | 8 min                       | | Arbitrage : Cyril Debuche et Julien Peyre Juges de lignes : Leevan Thiebault et Viny Bergamelli |
| 26               | Tirs | 32                          | | Arbitrage : Cyril Debuche et Julien Peyre Juges de lignes : Leevan Thiebault et Viny Bergamelli |

| 15 mars 2025 | Angers | 3-2 (pr) (0-2, 0-0, 2-0, 1-0) | Bordeaux | Angers IceParc 3 586 spectateurs |

| Feuille de match | Feuille de match                                                                                                | Feuille de match    | Feuille de match                                                                   | Feuille de match                                                                                  |
| ---------------- | --- | ------------------- | ---------------------------------------------------------------------------------- | ------------------------------------------------------------------------------------------------- |
|                  | - Shaw (Tavernier) — 57 min 4 s (SN) Shaw — 59 min 53 s (SN + JS) Prapavessis (Valier, Ritz) — 64 min 16 s (SN) | 0-1 0-2 1-2 2-2 3-2 | Rambelo (Dusseau, Guidoux) — 8 min 55 s Bruche (Ģēģeris, Poudrier) — 11 min 16 s - | Arbitrage : Nicolas Cregut et Nicolas Barbez Juges de lignes : Quentin Cady et Joffrey Yssembourg |
| O'Connor         | Gardiens | Papillon            |                                                                                    | Arbitrage : Nicolas Cregut et Nicolas Barbez Juges de lignes : Quentin Cady et Joffrey Yssembourg |
| 8 min            | Pénalités | 33 min              |                                                                                    | Arbitrage : Nicolas Cregut et Nicolas Barbez Juges de lignes : Quentin Cady et Joffrey Yssembourg |
| 30               | Tirs | 24                  |                                                                                    | Arbitrage : Nicolas Cregut et Nicolas Barbez Juges de lignes : Quentin Cady et Joffrey Yssembourg |

| 18 mars 2025 | Bordeaux | 1-2 (pr) (0-0, 1-0, 0-1, 0-1) | Angers | Patinoire de Mériadeck 3 500 spectateurs |

| Feuille de match | Feuille de match                       | Feuille de match | Feuille de match                                                                       | Feuille de match                                                                                             |
| ---------------- | -------------------------------------- | ---------------- | -------------------------------------------------------------------------------------- | --- |
|                  | Leborgne (Bruche) — 39 min 59 s (IN) - | 1-0 1-1 1-2      | - Gaborit (Valier, Rouhiainen) — 44 min 30 s Prapavessis (Shaw, Wilkins) — 61 min 21 s | Arbitrage : Geoffrey Barcelo et Clément Goncalves Juges de lignes : Nicolas Constantineau et Viny Bergamelli |
| Papillon         | Gardiens                               | O'Connor         |                                                                                        | Arbitrage : Geoffrey Barcelo et Clément Goncalves Juges de lignes : Nicolas Constantineau et Viny Bergamelli |
| 4 min            | Pénalités                              | 12 min           |                                                                                        | Arbitrage : Geoffrey Barcelo et Clément Goncalves Juges de lignes : Nicolas Constantineau et Viny Bergamelli |
| 45               | Tirs                                   | 37               |                                                                                        | Arbitrage : Geoffrey Barcelo et Clément Goncalves Juges de lignes : Nicolas Constantineau et Viny Bergamelli |

| 19 mars 2025 | Bordeaux | 1-2 (1-2, 0-0, 0-0) | Angers | Patinoire de Mériadeck 3 500 spectateurs |

| Feuille de match | Feuille de match                             | Feuille de match | Feuille de match                                                  | Feuille de match                                                                                     |
| ---------------- | -------------------------------------------- | ---------------- | ----------------------------------------------------------------- | --- |
|                  | - Dusseau (Lamarche, Poudrier) — 14 min 30 s | 0-1 0-2 1-2      | Shaw (Tavernier, Wilkins) — 57 s Prapavessis — 10 min 21 s (SN) - | Arbitrage : Raphaël Rohwedder et Jérémy Rauline Juges de lignes : Quentin Ugolini et Alexia Cheyroux |
| Papillon         | Gardiens                                     | O'Connor         |                                                                   | Arbitrage : Raphaël Rohwedder et Jérémy Rauline Juges de lignes : Quentin Ugolini et Alexia Cheyroux |
| 6 min            | Pénalités                                    | 4 min            |                                                                   | Arbitrage : Raphaël Rohwedder et Jérémy Rauline Juges de lignes : Quentin Ugolini et Alexia Cheyroux |
| 38               | Tirs                                         | 24               |                                                                   | Arbitrage : Raphaël Rohwedder et Jérémy Rauline Juges de lignes : Quentin Ugolini et Alexia Cheyroux |

##### Finale
La finale a lieu du 28 mars au 5 avril 2025.

###### Grenoble - Angers: 4-1
| 28 mars 2025 | Grenoble | 4-2 (1-0, 1-1, 2-1) | Angers | Patinoire Polesud 4 208 spectateurs |

| Feuille de match | Feuille de match | Feuille de match        | Feuille de match                                                                | Feuille de match                                                                                        |
| ---------------- | --- | ----------------------- | ------------------------------------------------------------------------------- | --- |
|                  | Treille (Koudri) — 14 min 24 s - Deschamps (Bachelet, Fleury) — 28 min 4 s Boivin (Binner, Beauchemin) — 40 min 13 s Dair (Treille, Hilderman) — 43 min 27 s - | 1-0 1-1 2-1 3-1 4-1 4-2 | - Tavernier (Wilkins, Rouhiainen) — 27 min 1 s - Prapavessis — 57 min 42 s (SN) | Arbitrage : Julien Peyre et Cyril Debuche Juges de lignes : Nicolas Constantineau et Joffrey Yssembourg |
| Pintarič         | Gardiens | O'Connor                |                                                                                 | Arbitrage : Julien Peyre et Cyril Debuche Juges de lignes : Nicolas Constantineau et Joffrey Yssembourg |
| 37 min           | Pénalités | 12 min                  |                                                                                 | Arbitrage : Julien Peyre et Cyril Debuche Juges de lignes : Nicolas Constantineau et Joffrey Yssembourg |
| 35               | Tirs | 31                      |                                                                                 | Arbitrage : Julien Peyre et Cyril Debuche Juges de lignes : Nicolas Constantineau et Joffrey Yssembourg |

| 29 mars 2025 | Grenoble | 4-0 (1-0, 0-0, 3-0) | Angers | Patinoire Polesud 4 208 spectateurs |

| Feuille de match | Feuille de match | Feuille de match | Feuille de match | Feuille de match                                                                                  |
| ---------------- | --- | ---------------- | ---------------- | ------------------------------------------------------------------------------------------------- |
|                  | Nogaretto (Hardy) — 10 min 34 s Bachelet (Fleury, Deschamps) — 50 min 20 s Beauchemin (Mallet, Hilderman) — 57 min 52 s Hilderman (Koudri) — 59 min 18 s (CV) | 1-0 2-0 3-0 4-0  | -                | Arbitrage : Clément Goncalves et Jérémy Rauline Juges de lignes : Quentin Ugolini et Quentin Cady |
| Pintarič         | Gardiens | O'Connor         |                  | Arbitrage : Clément Goncalves et Jérémy Rauline Juges de lignes : Quentin Ugolini et Quentin Cady |
| 20 min           | Pénalités | 16 min           |                  | Arbitrage : Clément Goncalves et Jérémy Rauline Juges de lignes : Quentin Ugolini et Quentin Cady |
| 27               | Tirs | 40               |                  | Arbitrage : Clément Goncalves et Jérémy Rauline Juges de lignes : Quentin Ugolini et Quentin Cady |

| 1er avril 2025 | Angers | 0-2 (0-0, 0-0, 0-2) | Grenoble | Angers IceParc 3 586 spectateurs |

| Feuille de match | Feuille de match | Feuille de match | Feuille de match                                                            | Feuille de match                                                                                        |
| ---------------- | ---------------- | ---------------- | --------------------------------------------------------------------------- | --- |
|                  | -                | 0-1 0-2          | FLeury (Beauchemin, Boivin) — 42 min 56 s Dair (Treille) — 59 min 44 s (CV) | Arbitrage : Cyril Debuche et Julien Peyre Juges de lignes : Nicolas Constantineau et Joffrey Yssembourg |
| O'Connor         | Gardiens         | Pintarič         |                                                                             | Arbitrage : Cyril Debuche et Julien Peyre Juges de lignes : Nicolas Constantineau et Joffrey Yssembourg |
| 6 min            | Pénalités        | 8 min            |                                                                             | Arbitrage : Cyril Debuche et Julien Peyre Juges de lignes : Nicolas Constantineau et Joffrey Yssembourg |
| 24               | Tirs             | 23               |                                                                             | Arbitrage : Cyril Debuche et Julien Peyre Juges de lignes : Nicolas Constantineau et Joffrey Yssembourg |

| 2 avril 2025 | Angers | 4-2 (0-1, 1-0, 3-1) | Grenoble | Angers IceParc 3 586 spectateurs |

| Feuille de match | Feuille de match | Feuille de match        | Feuille de match                                                                  | Feuille de match                                                                                  |
| ---------------- | --- | ----------------------- | --------------------------------------------------------------------------------- | ------------------------------------------------------------------------------------------------- |
|                  | - Sarliève — 31 min 23 s - Valier (Colley, Wilkins) — 47 min 28 s Tavernier (Shaw) — 56 min 7 s (SN) Tavernier (Shaw) — 58 min 8 s (CV) | 0-1 1-1 1-2 2-2 3-2 4-2 | Dair (Koudri, Treille) — 2 min 4 s - Andersson (Hilderman, Boivin) — 45 min 3 s - | Arbitrage : Jérémy Rauline et Clément Goncalves Juges de lignes : Quentin Cady et Quentin Ugolini |
| O'Connor         | Gardiens | Pintarič                |                                                                                   | Arbitrage : Jérémy Rauline et Clément Goncalves Juges de lignes : Quentin Cady et Quentin Ugolini |
| 2 min            | Pénalités | 10 min                  |                                                                                   | Arbitrage : Jérémy Rauline et Clément Goncalves Juges de lignes : Quentin Cady et Quentin Ugolini |
| 38               | Tirs | 29                      |                                                                                   | Arbitrage : Jérémy Rauline et Clément Goncalves Juges de lignes : Quentin Cady et Quentin Ugolini |

| 5 avril 2025 | Grenoble | 6-2 (1-1, 2-1, 3-0) | Angers | Patinoire Polesud 4 208 spectateurs |

| Feuille de match | Feuille de match | Feuille de match                | Feuille de match                                                                    | Feuille de match                                                                                        |
| ---------------- | --- | ------------------------------- | ----------------------------------------------------------------------------------- | --- |
|                  | - Beauchemin (Hardy, Binner) — 12 min 48 s - Treille (Binner) — 35 min 53 s Binner (Bachelet, Fleury) — 37 min 10 s Dair (Koudri, Treille) — 40 min 55 s Boivin (Beauchemin, Binner) — 47 min 36 s (SN) Deschamps (Hardy) — 59 min 6 s (CV) | 0-1 1-1 1-2 2-2 3-2 4-2 5-2 6-2 | Valier (Rouhiainen) — 3 min 6 s - Shaw (Rouhiainen, Tavernier) — 30 min 43 s (SN) - | Arbitrage : Cyril Debuche et Julien Peyre Juges de lignes : Nicolas Constantineau et Joffrey Yssembourg |
| Štěpánek         | Gardiens | O'Connor                        |                                                                                     | Arbitrage : Cyril Debuche et Julien Peyre Juges de lignes : Nicolas Constantineau et Joffrey Yssembourg |
| 8 min            | Pénalités | 29 min                          |                                                                                     | Arbitrage : Cyril Debuche et Julien Peyre Juges de lignes : Nicolas Constantineau et Joffrey Yssembourg |
| 39               | Tirs | 22                              |                                                                                     | Arbitrage : Cyril Debuche et Julien Peyre Juges de lignes : Nicolas Constantineau et Joffrey Yssembourg |

#### Effectif champion
| Vainqueurs de la Ligue Magnus Brûleurs de loups de Grenoble | Gardiens de but : Isidore Agnel, Cebald Debiak, Kirill Dorofeev, Matija Pintaric, Jakub Stepanek Défenseurs : Jacob Andersson, Alexis Binner, Pierre Crinon, Kyle Hardy, Jarod Hilderman, Samuel Régis, Charles Schmitt, Jordon Southorn Attaquants : Matias Bachelet, François Beauchemin, Christophe Boivin, Aurélien Dair, Sacha De Smitt, Nicolas Deschamps (A), Loïc Farnier, Damien Fleury (A), Valentin Grossetete, Théo Gueurif, Adel Koudri, Guillaume Leclerc, Alexandre Mallet, Hugo Nogaretto, Hugo Raveaud, Maxime Toukmatchev, Sacha Treille (C) Entraîneur en chef : Per Hånberg Entraîneur adjoint : Edo Terglav |

### Poule de relégation

#### Résultats
Le score de l'équipe à domicile, située dans la colonne de gauche, est inscrit en premier.
| Bilan de la poule de maintien | AGL   | BRI | CER | GAP |
| Hormadi Anglet                |       | 3-0 | 9-0 | 2-4 |
| Diables rouges de Briançon    | 1-2Pr |     | 4-1 | 3-0 |
| Jokers de Cergy-Pontoise      | 1-2   | 1-4 |     | 5-2 |
| Rapaces de Gap                | 3-4   | 1-3 | 4-1 |     |

Pr. : Prolongation    -    TF : Tirs de fusillade

#### Classement
Pour l'attribution des points, voir la section « Règlement » ci-dessus.
| Clt   | Équipe         | PJ | V | VP | D | DP | BP | BC | Diff | Pts     |
| ----- | -------------- | -- | - | -- | - | -- | -- | -- | ---- | ------- |
| +009, | Briançon       | 6  | 4 | 0  | 1 | 1  | 15 | 8  | +7   | 64 (13) |
| +010, | Anglet         | 6  | 4 | 1  | 1 | 0  | 22 | 9  | +13  | 57 (14) |
| +011, | Cergy-Pontoise | 6  | 1 | 0  | 5 | 0  | 9  | 25 | -16  | 53 (3)  |
| +012, | Gap            | 6  | 2 | 0  | 4 | 0  | 14 | 18 | -4   | 49 (6)  |

- Relégué en Division 1

- Nota concernant les points : Le nombre de points indiqué correspond au cumul de points entre la saison régulière et la phase de relégation. Le nombre de points acquis en poule de maintien figure entre parenthèses.

## Division 1

### Formule
La formule 2024-2025 de la Division 1 est prévue comme suit :
La saison régulière se joue du 5 octobre 2024 au 8 mars 2025.
Les seize équipes sont réunies au sein d'une poule unique qui se joue en matches aller-retour. Les douze premiers se qualifient pour les séries éliminatoires : les quatre premiers directement en quarts de finale, les huit équipes suivantes jouent un huitième de finale, selon un tableau prédéfini et figé d'après le classement de la saison régulière. Les quatre derniers disputent des séries éliminatoires de relégation sur deux tours, selon un tableau prédéfini et figé d'après le classement de la saison régulière.
Les séries éliminatoires pour le titre se jouent du 11 mars 2025 au 27 avril 2025.
Les huitièmes de finales se jouent au meilleur des 3 matches ; la 1re rencontre se joue chez l'équipe la moins bien classée, la 2e et éventuellement la 3e chez la mieux classée. Puis à partir des quarts de finale, les séries se jouent au meilleur des 5 matches ; les matches 1 et 2 se déroulent chez le mieux classé de la saison régulière, les matches 3, et 4 si nécessaire, se déroulent chez le moins bien classé de la saison régulière, enfin le match 5 si nécessaire, se déroule chez le mieux classé à nouveau. Le vainqueur de la finale est sacré champion de France de Division 1, et, s'il a déposé au préalable un dossier d'accession, est promu en Synerglace Ligue Magnus après validation par la CNSCG.
Les séries éliminatoires de relégation se jouent du 15 mars 2025 au 6 avril 2025.
Elles se jouent au meilleur des 5 matches (ordre des matches selon la même logique que pour les séries éliminatoires pour le titre). Les deux vainqueurs du premier tour sont maintenus en Division 1, les deux perdants s'affrontent au second tour. Le vainqueur du second tour est également maintenu, le battu est lui relégué en Division 2.

### Équipes engagées
Les équipes engagées en Division 1 sont au nombre de 16.
| \| Brest Caen Chambéry Cholet Vanoise Dunkerque Épinal Meudon Mont-Blanc Morzine-Avoriaz Nantes Neuilly-sur-Marne Strasbourg Tours Valenciennes Villard-de-Lans \| Localisation des clubs engagés en Division 1 |
| Brest Caen Chambéry Cholet Vanoise Dunkerque Épinal Meudon Mont-Blanc Morzine-Avoriaz Nantes Neuilly-sur-Marne Strasbourg Tours Valenciennes Villard-de-Lans                                                    |

| Club                           | Classement 2023-2024 | Entraîneur          | Patinoire                                                                      | Capacité théorique |
| ------------------------------ | -------------------- | ------------------- | ------------------------------------------------------------------------------ | ------------------ |
| Corsaires de Nantes            | 1er                  | François Dusseau    | Patinoire du Petit Port                                                        | 1 060              |
| Éléphants de Chambéry          | 2e                   | Alexandre Rouillard | Patinoire Buisson Rond                                                         | 1 200              |
| Wildcats d'Épinal              | 3e                   | Jan Plch            | Patinoire de Poissompré                                                        | 2 500              |
| Corsaires de Dunkerque         | 4e                   | Jonathan Lafrance   | Patinoire Michel-Raffoux                                                       | 1 400              |
| Drakkars de Caen               | 5e                   | Jaroslav Prosvic    | Patinoire de Caen la mer                                                       | 1 499              |
| Étoile noire de Strasbourg     | 6e                   | Daniel Bourdages    | Patinoire Iceberg                                                              | 2 400              |
| Remparts de Tours              | 7e                   | Frank Spinozzi      | Patinoire de Tours                                                             | 2 316              |
| Dogs de Cholet                 | 8e                   | Julien Pihant       | Complexe sportif Glisséo                                                       | 1 200              |
| Comètes de Meudon              | 9e                   | Kévin Arrault       | Patinoire de Meudon                                                            | 500                |
| Bisons de Neuilly-sur-Marne    | 10e                  | Radek Míka          | Patinoire municipale de Neuilly-sur-Marne                                      | 700                |
| Yétis du Mont-Blanc            | 11e                  | Romain Sadoine      | Patinoire de Saint-Gervais Patinoire de Megève                                 | 1 800 2 900        |
| Albatros de Brest              | 12e                  | Claude Devèze       | Rïnkla Stadium                                                                 | 1 200              |
| Pingouins de Morzine-Avoriaz   | 13e                  | Anthony Mortas      | Škoda Arena                                                                    | 1 280              |
| Diables rouges de Valenciennes | 14e                  | Julien Guimard      | Patinoire Valigloo                                                             | 700                |
| Ours de Villard-de-Lans        | 1er (Division 2)     | Eric Medeiros       | Patinoire André Ravix                                                          | 2 000              |
| Bouquetins du HCMP             | 2e (Division 2)      | Sylvain Codère      | Patinoire de Courchevel Patinoire de Méribel Patinoire de Pralognan-la-Vanoise | 1 000 2 500 1 800  |

Légende des couleurs
- Promu de Division 2 2023-2024

### Saison régulière

#### Résultats
Le score de l'équipe à domicile, située dans la colonne de gauche, est inscrit en premier.
| Résultats (dom.\ext.)                                              | BRE | CAE   | CHM   | CHO   | HCMP  | DUN   | ÉPI   | MEU   | M-B   | MOR   | NAN   | NEU   | STR   | TRS   | VAC   | VIL   |
| Albatros de Brest                                                  |     | 4-6   | 4-3   | 6-2   | 2-5   | 1-4   | 1-7   | 4-5Pr | 3-6   | 2-1   | 6-1   | 7-3   | 2-1   | 1-5   | 2-5   | 3-4   |
| Drakkars de Caen                                                   | 3-2 |       | 4-1   | 1-0   | 3-4TB | 2-4   | 1-0   | 3-4   | 4-1   | 7-3   | 4-2   | 2-0   | 2-1Pr | 4-3   | 3-1   | 5-2   |
| Éléphants de Chambéry                                              | 3-2 | 4-5   |       | 5-2   | 6-3   | 3-6   | 1-3   | 2-4   | 6-3   | 3-6   | 3-5   | 2-6   | 3-4   | 6-3   | 2-1Pr | 4-3   |
| Dogs de Cholet                                                     | 2-4 | 1-0Pr | 3-1   |       | 5-3   | 1-2   | 3-2   | 9-6   | 1-3   | 3-2TB | 2-4   | 3-2   | 1-2TB | 4-1   | 2-5   | 2-1   |
| Bouquetins du HCMP                                                 | 4-1 | 3-2Pr | 5-6   | 5-3   |       | 3-7   | 3-10  | 5-0   | 4-3   | 4-3Pr | 4-3   | 4-3Pr | 3-5   | 2-3   | 2-3Pr | 1-2   |
| Corsaires de Dunkerque                                             | 5-3 | 1-2TB | 4-5Pr | 6-4   | 4-1   |       | 7-0   | 4-1   | 3-4   | 8-3   | 5-4TB | 7-1   | 3-4TB | 4-2   | 9-4   | 8-2   |
| Wildcats d'Épinal                                                  | 1-3 | 1-2TB | 6-2   | 5-3   | 3-1   | 4-1   |       | 3-0   | 4-3   | 4-1   | 6-5Pr | 5-3   | 3-0   | 4-2   | 7-6   | 6-0   |
| Comètes de Meudon                                                  | 5-3 | 2-3   | 6-2   | 0-4   | 5-2   | 7-4   | 10-4  |       | 6-0   | 3-2   | 3-2TB | 2-3   | 3-1   | 2-4   | 4-5   | 3-2   |
| Yétis du Mont-Blanc                                                | 3-1 | 3-2Pr | 4-5Pr | 5-1   | 3-1   | 4-5Pr | 2-4   | 5-6Pr |       | 2-3   | 2-4   | 7-3   | 1-8   | 8-3   | 5-4   | 3-2Pr |
| Pingouins de Morzine-Avoriaz                                       | 5-0 | 3-4   | 1-4   | 3-4TB | 5-2   | 3-4   | 3-7   | 8-2   | 5-4Pr |       | 4-1   | 5-0   | 3-0   | 4-1   | 2-1   | 4-3Pr |
| Corsaires de Nantes                                                | 5-1 | 1-2   | 5-0   | 0-4   | 3-1   | 3-2Pr | 2-4   | 2-7   | 1-2   | 4-3Pr |       | 4-1   | 3-2   | 3-2Pr | 0-4   | 1-2TB |
| Bisons de Neuilly-sur-Marne                                        | 5-3 | 1-6   | 3-6   | 2-1TB | 6-4   | 2-4   | 3-4   | 6-2   | 10-2  | 4-5   | 4-1   |       | 3-4Pr | 2-3Pr | 5-2   | 4-5TB |
| Étoile noire de Strasbourg                                         | 3-1 | 4-0   | 1-4   | 4-3TB | 5-4   | 4-3   | 2-3Pr | 3-2   | 2-6   | 6-1   | 2-3   | 2-3   |       | 3-5   | 3-4   | 5-1   |
| Remparts de Tours                                                  | 4-2 | 1-0   | 3-2   | 2-4   | 8-3   | 5-2   | 1-2   | 4-5TB | 3-7   | 4-3Pr | 5-3   | 4-1   | 3-0   |       | 4-3   | 2-1   |
| Diables rouges de Valenciennes                                     | 3-1 | 2-1Pr | 4-2   | 0-6   | 5-3   | 2-6   | 4-5   | 2-3   | 1-4   | 1-4   | 2-3   | 1-4   | 1-6   | 1-3   |       | 3-2   |
| Ours de Villard-de-Lans                                            | 1-4 | 4-3   | 2-4   | 2-4   | 2-1   | 3-5   | 1-9   | 2-3   | 0-9   | 6-5TB | 2-4   | 3-4Pr | 2-4   | 2-3   | 6-5   |       |
| - Victoire à domicile - Victoire à l'extérieur - Match non disputé |     |       |       |       |       |       |       |       |       |       |       |       |       |       |       |       |

Pr. : Prolongation    -    TF : Tirs de fusillade

#### Classement
Pour l'attribution des points, voir la section « Règlement » ci-dessus.
| Clt | Équipe                       | PJ | V  | VP | D  | DP | BP  | BC  | Diff | Pts     |
| --- | ---------------------------- | -- | -- | -- | -- | -- | --- | --- | ---- | ------- |
| 1   | Épinal                       | 30 | 22 | 2  | 5  | 1  | 126 | 76  | +50  | 71      |
| 2   | Dunkerque                    | 30 | 19 | 2  | 5  | 4  | 137 | 87  | +50  | 65      |
| 3   | Caen                         | 30 | 17 | 3  | 5  | 5  | 86  | 63  | +23  | 62      |
| 4   | Tours                        | 30 | 16 | 2  | 10 | 2  | 96  | 88  | +8   | 54      |
| 5   | Meudon                       | 30 | 14 | 4  | 12 | 0  | 111 | 103 | +8   | 50      |
| 6   | Mont-Blanc                   | 30 | 14 | 2  | 10 | 4  | 114 | 105 | +9   | 50      |
| 7   | Strasbourg                   | 30 | 12 | 4  | 12 | 2  | 91  | 79  | +12  | 46      |
| 8   | Morzine-Avoriaz              | 30 | 12 | 2  | 10 | 6  | 103 | 98  | +5   | 46      |
| 9   | Cholet                       | 30 | 12 | 3  | 12 | 3  | 87  | 84  | +3   | 45      |
| 10  | Chambéry                     | 30 | 11 | 3  | 16 | 0  | 100 | 111 | -11  | 39      |
| 11  | Neuilly-sur-Marne            | 30 | 10 | 2  | 14 | 4  | 97  | 110 | -13  | 38      |
| 12  | Nantes                       | 30 | 11 | 3  | 12 | 4  | 82  | 91  | -9   | 34 (-9) |
| 13  | Valenciennes                 | 30 | 9  | 2  | 18 | 1  | 85  | 109 | -24  | 32      |
| 14  | Brest                        | 30 | 9  | 0  | 20 | 1  | 79  | 110 | -31  | 28      |
| 15  | Courchevel Méribel Pralognan | 30 | 6  | 4  | 19 | 1  | 90  | 119 | -29  | 27      |
| 16  | Villard-de-Lans              | 30 | 5  | 3  | 19 | 3  | 70  | 121 | -51  | 24      |

- Qualifié pour les quarts de finale
- Qualifié pour les huitièmes de finale
- Dispute la phase de relégation

### Séries éliminatoires

#### Séries éliminatoires pour le titre

##### Tableau
|  |                              |                   |                            |                   |                   |                     |                   |                        |                            |                            |                            |                            |                            |                            |                            |                            |                   |                   |                   |        |        |        |        |        |        |        |        |        |        |        |        |        |
|  | 1/8 de finale                | 1/8 de finale     | 1/8 de finale              | 1/8 de finale     | 1/8 de finale     | 1/8 de finale       | 1/8 de finale     |                        |                            | 1/4 de finale              | 1/4 de finale              | 1/4 de finale              | 1/4 de finale              | 1/4 de finale              | 1/4 de finale              | 1/4 de finale              |                   |                   | Finale            | Finale | Finale | Finale | Finale | Finale | Finale | Finale | Finale | Finale | Finale | Finale | Finale | Finale |
|  |                              |                   |                            |                   |                   |                     |                   |                        |                            |                            |                            |                            |                            |                            |                            |                            |                   |                   |                   |        |        |        |        |        |        |        |        |        |        |        |        |        |
|  |                              |                   |                            |                   |                   |                     |                   |                        |                            |                            | 1/2 finale                 |                            |                            |                            |                            |                            |                   |                   |                   |        |        |        |        |        |        |        |        |        |        |        |        |        |
|  |                              |                   |                            |                   |                   |                     |                   |                        |                            |                            |                            |                            |                            |                            |                            |                            |                   |                   |                   |        |        |        |        |        |        |        |        |        |        |        |        |        |
|  |                              |                   |                            |                   |                   |                     |                   |                        |                            |                            |                            |                            |                            |                            |                            |                            |                   |                   |                   |        |        |        |        |        |        |        |        |        |        |        |        |        |
|  |                              |                   |                            |                   |                   |                     |                   |                        |                            |                            |                            |                            |                            |                            |                            |                            |                   |                   |                   |        |        |        |        |        |        |        |        |        |        |        |        |        |
|  | 22 au 30 mars 2025           |                   |                            |                   |                   |                     |                   |                        |                            |                            |                            |                            |                            |                            |                            |                            |                   |                   |                   |        |        |        |        |        |        |        |        |        |        |        |        |        |
|  |                              |                   |                            |                   |                   |                     |                   |                        |                            |                            |                            |                            |                            |                            |                            |                            |                   |                   |                   |        |        |        |        |        |        |        |        |        |        |        |        |        |
|  | Wildcats d'Épinal            | (1)               | 3                          | 3                 | 3 P               | 1                   | 6                 |                        |                            |                            |                            |                            |                            |                            |                            |                            |                   |                   |                   |        |        |        |        |        |        |        |        |        |        |        |        |        |
|  | Wildcats d'Épinal            | (1)               | 3                          | 3                 | 3 P               | 1                   | 6                 | 12 et 16 mars 2025     |                            |                            |                            |                            |                            |                            |                            |                            |                   |                   |                   |        |        |        |        |        |        |        |        |        |        |        |        |        |
|  |                              |                   | Dogs de Cholet             | (9)               | 1                 | 5                   | 2                 | 2                      | 3                          |                            |                            |                            |                            |                            |                            |                            |                   |                   |                   |        |        |        |        |        |        |        |        |        |        |        |        |        |
|  | Pingouins de Morzine-Avoriaz | (8)               | Dogs de Cholet             | (9)               | 1                 | 5                   | 2                 | 2                      | 3                          | 3                          | 3                          |                            |                            |                            |                            |                            |                   |                   |                   |        |        |        |        |        |        |        |        |        |        |        |        |        |
|  | Pingouins de Morzine-Avoriaz | (8)               | 5 au 10 avril 2025         |                   |                   |                     |                   |                        |                            | 3                          | 3                          |                            |                            |                            |                            |                            |                   |                   |                   |        |        |        |        |        |        |        |        |        |        |        |        |        |
|  | Dogs de Cholet               | (9)               | 7                          | 6                 |                   |                     |                   |                        |                            |                            |                            |                            |                            |                            |                            |                            |                   |                   |                   |        |        |        |        |        |        |        |        |        |        |        |        |        |
|  | Dogs de Cholet               | (9)               | 7                          | 6                 |                   |                     |                   | Wildcats d'Épinal      | Wildcats d'Épinal          | Wildcats d'Épinal          | Wildcats d'Épinal          | Wildcats d'Épinal          | Wildcats d'Épinal          | Wildcats d'Épinal          | Wildcats d'Épinal          | (1)                        | 2                 | 5                 | 2                 | 1      |        |        |        |        |        |        |        |        |        |        |        |        |
|  | 11, 15 et 16 mars 2025       |                   |                            |                   |                   |                     |                   | Wildcats d'Épinal      | Wildcats d'Épinal          | Wildcats d'Épinal          | Wildcats d'Épinal          | Wildcats d'Épinal          | Wildcats d'Épinal          | Wildcats d'Épinal          | Wildcats d'Épinal          | (1)                        | 2                 | 5                 | 2                 | 1      |        |        |        |        |        |        |        |        |        |        |        |        |
|  | Remparts de Tours            | Remparts de Tours | Remparts de Tours          | Remparts de Tours | Remparts de Tours | Remparts de Tours   | Remparts de Tours | Remparts de Tours      | (4)                        | 0                          | 2                          | 4                          | 0                          |                            |                            |                            |                   |                   |                   |        |        |        |        |        |        |        |        |        |        |        |        |        |
|  | Remparts de Tours            | Remparts de Tours | Remparts de Tours          | Remparts de Tours | Remparts de Tours | Remparts de Tours   | Remparts de Tours | Remparts de Tours      | (4)                        | 0                          | 2                          | 4                          | 0                          | Comètes de Meudon          | (5)                        | 1                          | 4                 | 4 P               |                   |        |        |        |        |        |        |        |        |        |        |        |        |        |
|  | 22 au 30 mars 2025           |                   |                            |                   |                   |                     |                   |                        |                            |                            |                            |                            |                            | Comètes de Meudon          | (5)                        | 1                          | 4                 | 4 P               |                   |        |        |        |        |        |        |        |        |        |        |        |        |        |
|  | Corsaires de Nantes          | (12)              | 2                          | 3                 | 3                 |                     |                   |                        |                            |                            |                            |                            |                            |                            |                            |                            |                   |                   |                   |        |        |        |        |        |        |        |        |        |        |        |        |        |
|  | Corsaires de Nantes          | (12)              | 2                          | 3                 | 3                 | Comètes de Meudon   | (5)               | 1                      | 2                          | 4                          | 3                          | 2                          |                            |                            |                            |                            |                   |                   |                   |        |        |        |        |        |        |        |        |        |        |        |        |        |
|  |                              |                   |                            |                   |                   |                     |                   | 1                      | 2                          | 4                          | 3                          | 2                          |                            |                            |                            |                            |                   |                   |                   |        |        |        |        |        |        |        |        |        |        |        |        |        |
|  |                              |                   | Remparts de Tours          | (4)               | 8                 | 3                   | 0                 | 2                      | 4                          |                            |                            |                            |                            |                            |                            |                            |                   |                   |                   |        |        |        |        |        |        |        |        |        |        |        |        |        |
|  |                              |                   |                            |                   |                   |                     |                   | 2                      | 4                          |                            |                            |                            |                            |                            |                            |                            |                   |                   |                   |        |        |        |        |        |        |        |        |        |        |        |        |        |
|  |                              |                   |                            |                   |                   |                     |                   |                        |                            |                            | 19 au 27 avril 2025        |                            |                            |                            |                            |                            |                   |                   |                   |        |        |        |        |        |        |        |        |        |        |        |        |        |
|  |                              |                   |                            |                   |                   |                     |                   |                        |                            |                            |                            |                            |                            |                            |                            |                            |                   |                   |                   |        |        |        |        |        |        |        |        |        |        |        |        |        |
|  |                              |                   |                            |                   |                   |                     |                   |                        |                            |                            |                            | Wildcats d'Épinal          | Wildcats d'Épinal          | Wildcats d'Épinal          | Wildcats d'Épinal          | Wildcats d'Épinal          | Wildcats d'Épinal | Wildcats d'Épinal | Wildcats d'Épinal | (1)    | 3      | 3      | 2      | 3 P    | 3      |        |        |        |        |        |        |        |
|  |                              |                   |                            |                   |                   |                     |                   |                        |                            |                            |                            | Wildcats d'Épinal          | Wildcats d'Épinal          | Wildcats d'Épinal          | Wildcats d'Épinal          | Wildcats d'Épinal          | Wildcats d'Épinal | Wildcats d'Épinal | Wildcats d'Épinal | (1)    | 3      | 3      | 2      | 3 P    | 3      |        |        |        |        |        |        |        |
|  | Drakkars de Caen             | Drakkars de Caen  | Drakkars de Caen           | Drakkars de Caen  | Drakkars de Caen  | Drakkars de Caen    | Drakkars de Caen  | Drakkars de Caen       | (3)                        | 1                          | 7                          | 3 P                        | 2                          | 0                          |                            |                            |                   |                   |                   |        |        |        |        |        |        |        |        |        |        |        |        |        |
|  | Drakkars de Caen             | Drakkars de Caen  | Drakkars de Caen           | Drakkars de Caen  | Drakkars de Caen  | Drakkars de Caen    | Drakkars de Caen  | Drakkars de Caen       | (3)                        | 1                          | 7                          | 3 P                        | 2                          | 0                          |                            |                            |                   |                   |                   |        |        |        |        |        |        |        |        |        |        |        |        |        |
|  | 22 au 30 mars 2025           |                   |                            |                   |                   |                     |                   |                        |                            |                            |                            |                            |                            |                            |                            |                            |                   |                   |                   |        |        |        |        |        |        |        |        |        |        |        |        |        |
|  |                              |                   |                            |                   |                   |                     |                   |                        |                            |                            |                            |                            |                            |                            |                            |                            |                   |                   |                   |        |        |        |        |        |        |        |        |        |        |        |        |        |
|  | Corsaires de Dunkerque       | (2)               | 3                          | 4 P               | 1                 | 4                   | 6                 |                        |                            |                            |                            |                            |                            |                            |                            |                            |                   |                   |                   |        |        |        |        |        |        |        |        |        |        |        |        |        |
|  | Corsaires de Dunkerque       | (2)               | 3                          | 4 P               | 1                 | 4                   | 6                 | 11, 15 et 16 mars 2025 |                            |                            |                            |                            |                            |                            |                            |                            |                   |                   |                   |        |        |        |        |        |        |        |        |        |        |        |        |        |
|  |                              |                   | Étoile noire de Strasbourg | (7)               | 2                 | 3                   | 2 TB              | 5 P                    | 7 P                        |                            |                            |                            |                            |                            |                            |                            |                   |                   |                   |        |        |        |        |        |        |        |        |        |        |        |        |        |
|  | Étoile noire de Strasbourg   | (7)               | Étoile noire de Strasbourg | (7)               | 2                 | 3                   | 2 TB              | 5 P                    | 7 P                        | 5                          | 1                          | 4                          |                            |                            |                            |                            |                   |                   |                   |        |        |        |        |        |        |        |        |        |        |        |        |        |
|  | Étoile noire de Strasbourg   | (7)               | 5 au 13 avril 2025         |                   |                   |                     |                   |                        |                            | 5                          | 1                          | 4                          |                            |                            |                            |                            |                   |                   |                   |        |        |        |        |        |        |        |        |        |        |        |        |        |
|  | Éléphants de Chambéry        | (10)              | 3                          | 5                 | 1                 |                     |                   |                        |                            |                            |                            |                            |                            |                            |                            |                            |                   |                   |                   |        |        |        |        |        |        |        |        |        |        |        |        |        |
|  | Éléphants de Chambéry        | (10)              | 3                          | 5                 | 1                 |                     |                   |                        | Étoile noire de Strasbourg | Étoile noire de Strasbourg | Étoile noire de Strasbourg | Étoile noire de Strasbourg | Étoile noire de Strasbourg | Étoile noire de Strasbourg | Étoile noire de Strasbourg | Étoile noire de Strasbourg | (7)               | 1                 | 2 P               | 5      | 3      | 4      |        |        |        |        |        |        |        |        |        |        |
|  | 11, 15 et 16 mars 2025       |                   |                            |                   |                   |                     |                   |                        | Étoile noire de Strasbourg | Étoile noire de Strasbourg | Étoile noire de Strasbourg | Étoile noire de Strasbourg | Étoile noire de Strasbourg | Étoile noire de Strasbourg | Étoile noire de Strasbourg | Étoile noire de Strasbourg | (7)               | 1                 | 2 P               | 5      | 3      | 4      |        |        |        |        |        |        |        |        |        |        |
|  | Drakkars de Caen             | Drakkars de Caen  | Drakkars de Caen           | Drakkars de Caen  | Drakkars de Caen  | Drakkars de Caen    | Drakkars de Caen  | Drakkars de Caen       | (3)                        | 3                          | 1                          | 1                          | 4                          | 7                          |                            |                            |                   |                   |                   |        |        |        |        |        |        |        |        |        |        |        |        |        |
|  | Drakkars de Caen             | Drakkars de Caen  | Drakkars de Caen           | Drakkars de Caen  | Drakkars de Caen  | Drakkars de Caen    | Drakkars de Caen  | Drakkars de Caen       | (3)                        | 3                          | 1                          | 1                          | 4                          | 7                          | Yétis du Mont-Blanc        | (6)                        | 0                 | 3                 | 1                 |        |        |        |        |        |        |        |        |        |        |        |        |        |
|  | 22 au 30 mars 2025           |                   |                            |                   |                   |                     |                   |                        |                            |                            |                            |                            |                            |                            | Yétis du Mont-Blanc        | (6)                        | 0                 | 3                 | 1                 |        |        |        |        |        |        |        |        |        |        |        |        |        |
|  | Bisons de Neuilly-sur-Marne  | (11)              | 2                          | 2                 | 0                 |                     |                   |                        |                            |                            |                            |                            |                            |                            |                            |                            |                   |                   |                   |        |        |        |        |        |        |        |        |        |        |        |        |        |
|  | Bisons de Neuilly-sur-Marne  | (11)              | 2                          | 2                 | 0                 | Yétis du Mont-Blanc | (6)               | 1                      | 3                          | 0                          | 2                          | 4                          |                            |                            |                            |                            |                   |                   |                   |        |        |        |        |        |        |        |        |        |        |        |        |        |
|  |                              |                   |                            |                   |                   |                     |                   | 1                      | 3                          | 0                          | 2                          | 4                          |                            |                            |                            |                            |                   |                   |                   |        |        |        |        |        |        |        |        |        |        |        |        |        |
|  |                              |                   | Drakkars de Caen           | (3)               | 2                 | 2                   | 2                 | 1                      | 5 P                        |                            |                            |                            |                            |                            |                            |                            |                   |                   |                   |        |        |        |        |        |        |        |        |        |        |        |        |        |
|  |                              |                   |                            |                   |                   |                     |                   | 1                      | 5 P                        |                            |                            |                            |                            |                            |                            |                            |                   |                   |                   |        |        |        |        |        |        |        |        |        |        |        |        |        |
|  |                              |                   |                            |                   |                   |                     |                   |                        |                            |                            |                            |                            |                            |                            |                            |                            |                   |                   |                   |        |        |        |        |        |        |        |        |        |        |        |        |        |
|  |                              |                   |                            |                   |                   |                     |                   |                        |                            |                            |                            |                            |                            |                            |                            |                            |                   |                   |                   |        |        |        |        |        |        |        |        |        |        |        |        |        |
|  |                              |                   |                            |                   |                   |                     |                   |                        |                            |                            |                            |                            |                            |                            |                            |                            |                   |                   |                   |        |        |        |        |        |        |        |        |        |        |        |        |        |

##### Finale
| 19 avril 2025 | Épinal | 3-1 (1-0, 1-0, 1-1) | Caen | Patinoire de Poissompré 2 516 spectateurs |

| Feuille de match | Feuille de match | Feuille de match | Feuille de match                              | Feuille de match                                                                                         |
| ---------------- | --- | ---------------- | --------------------------------------------- | --- |
|                  | Sabatier — 9 min 42 s Rapenne (Sabatier, Martin) — 28 min 15 s (SN) - Hrehorcak (Adamek, Nechala) — 59 min 19 s (CV) | 1-0 2-0 2-1 3-1  | - Pépin (Mulle, Niskanen) — 55 min 8 s (SN) - | Arbitrage : Kylian Martin & Yann Furet Juges de lignes : Yohann Creux-Beaugiraud & Pierre Mercier-Landry |
| Chmel            | Gardiens | Quemener         |                                               | Arbitrage : Kylian Martin & Yann Furet Juges de lignes : Yohann Creux-Beaugiraud & Pierre Mercier-Landry |
| 10 min           | Pénalités | 6 min            |                                               | Arbitrage : Kylian Martin & Yann Furet Juges de lignes : Yohann Creux-Beaugiraud & Pierre Mercier-Landry |
| 22               | Tirs | 22               |                                               | Arbitrage : Kylian Martin & Yann Furet Juges de lignes : Yohann Creux-Beaugiraud & Pierre Mercier-Landry |

| 20 avril 2025 | Épinal | 3-7 (0-2, 1-2, 2-3) | Caen | Patinoire de Poissompré 2 516 spectateurs |

| Feuille de match | Feuille de match | Feuille de match                        | Feuille de match | Feuille de match                                                                              |
| ---------------- | --- | --------------------------------------- | --- | --------------------------------------------------------------------------------------------- |
|                  | - Hrehorcak (Sarlin, Rusina) — 36 min 15 s - Hrehorcak (Donnet, Sarlin) — 42 min 25 s - Sabatier (Rapenne, Rudzan) — 45 min 2 s - | 0-1 0-2 0-3 1-3 1-4 2-4 2-5 3-5 3-6 3-7 | Devin (Nikiforov, Paré) — 3 min 33 s Bussat (Alvarez, Pognant) — 13 min 41 s Paré (Mulle, Nikiforov) — 24 min 53 s - Niskanen (Lehmann, Hudak) — 39 min 5 s - Mulle (Nikiforov, Markhauser) — 44 min 23 s - Bussat (Markhauser, Devin) — 45 min 28 s Niskanen (Lanes, Montean) — 55 min 37 s (CV) | Arbitrage : Joris Barcelo & Leevan Thiebault Juges de lignes : Thomas Simon & Charles Baudoin |
| Chmel            | Gardiens | Quemener                                | | Arbitrage : Joris Barcelo & Leevan Thiebault Juges de lignes : Thomas Simon & Charles Baudoin |
| 4 min            | Pénalités | 10 min                                  | | Arbitrage : Joris Barcelo & Leevan Thiebault Juges de lignes : Thomas Simon & Charles Baudoin |
| 26               | Tirs | 31                                      | | Arbitrage : Joris Barcelo & Leevan Thiebault Juges de lignes : Thomas Simon & Charles Baudoin |

| 23 avril 2025 | Caen | 3-2 (pr) (0-0, 1-2, 1-0, 1-0) | Épinal | Patinoire de Caen la mer 1 250 spectateurs |

| Feuille de match | Feuille de match | Feuille de match    | Feuille de match                                    | Feuille de match                                                                                         |
| ---------------- | --- | ------------------- | --------------------------------------------------- | --- |
|                  | - Lehmann (Markhauser, Mulle) — 31 min 11 s (SN) - Niskanen (Pépin, Paré) — 59 min 32 s (SN) Nikiforov (Mulle, Lehmann) — 62 min 56 s | 0-1 1-1 1-2 2-2 3-2 | Fujerik — 22 min 32 s - Adamek — 39 min 43 s (SN) - | Arbitrage : Kylian Martin & Yann Furet Juges de lignes : Yohann Creux-Beaugiraud & Pierre Mercier-Landry |
| Quemener         | Gardiens | Chmel               |                                                     | Arbitrage : Kylian Martin & Yann Furet Juges de lignes : Yohann Creux-Beaugiraud & Pierre Mercier-Landry |
| 12 min           | Pénalités | 8 min               |                                                     | Arbitrage : Kylian Martin & Yann Furet Juges de lignes : Yohann Creux-Beaugiraud & Pierre Mercier-Landry |
| 32               | Tirs | 21                  |                                                     | Arbitrage : Kylian Martin & Yann Furet Juges de lignes : Yohann Creux-Beaugiraud & Pierre Mercier-Landry |

| 24 avril 2025 | Caen | 2-3 (pr) (0-0, 2-0, 0-2, 0-1) | Épinal | Patinoire de Caen la mer 1 250 spectateurs |

| Feuille de match | Feuille de match                                                                       | Feuille de match    | Feuille de match | Feuille de match                                                                              |
| ---------------- | -------------------------------------------------------------------------------------- | ------------------- | --- | --------------------------------------------------------------------------------------------- |
|                  | Janil (Pépin, Nikiforov) — 30 min 19 s Nikiforov (Mulle, Pépin) — 33 min 21 s (2 SN) - | 1-0 2-0 2-1 2-2 2-3 | - Fujerik (Rudzan, Sarlin) — 57 min (JS) Rapenne (Fujerik, Sabatier) — 57 min 54 s (JS) Fujerik (Hrehorcak, Rusina) — 64 min 4 s | Arbitrage : Joris Barcelo & Leevan Thiebault Juges de lignes : Charles Baudoin & Thomas Simon |
| Quemener         | Gardiens                                                                               | Chmel               | | Arbitrage : Joris Barcelo & Leevan Thiebault Juges de lignes : Charles Baudoin & Thomas Simon |
| 0 min            | Pénalités                                                                              | 6 min               | | Arbitrage : Joris Barcelo & Leevan Thiebault Juges de lignes : Charles Baudoin & Thomas Simon |
| 34               | Tirs                                                                                   | 37                  | | Arbitrage : Joris Barcelo & Leevan Thiebault Juges de lignes : Charles Baudoin & Thomas Simon |

| 27 avril 2025 | Épinal | 3-0 (0-0, 0-0, 3-0) | Caen | Patinoire de Poissompré 2 516 spectateurs |

| Feuille de match | Feuille de match                                                                                   | Feuille de match | Feuille de match | Feuille de match                                                                                    |
| ---------------- | -------------------------------------------------------------------------------------------------- | ---------------- | ---------------- | --------------------------------------------------------------------------------------------------- |
|                  | Sarlin (Hrehorcak) — 47 min 9 s Sabatier (Rudzan, Rapenne) — 53 min 16 s Sarlin — 58 min 52 s (CV) | 1-0 2-0 3-0      | -                | Arbitrage : Joris Barcelo & Leevan Thiebault Juges de lignes : Thomas Simon & Pierre Mercier-Landry |
| Chmel            | Gardiens                                                                                           | Quemener         |                  | Arbitrage : Joris Barcelo & Leevan Thiebault Juges de lignes : Thomas Simon & Pierre Mercier-Landry |
| 2 min            | Pénalités                                                                                          | 8 min            |                  | Arbitrage : Joris Barcelo & Leevan Thiebault Juges de lignes : Thomas Simon & Pierre Mercier-Landry |
| 24               | Tirs                                                                                               | 27               |                  | Arbitrage : Joris Barcelo & Leevan Thiebault Juges de lignes : Thomas Simon & Pierre Mercier-Landry |

#### Séries éliminatoires de relégation
|  |                                |              |                   |              |              |                         |              |   |     |               |               |               |               |               |               |               |
|  | Premier tour                   | Premier tour | Premier tour      | Premier tour | Premier tour | Premier tour            | Premier tour |   |     | Deuxième tour | Deuxième tour | Deuxième tour | Deuxième tour | Deuxième tour | Deuxième tour | Deuxième tour |
|  | 15 au 19 mars 2025             |              |                   |              |              |                         |              |   |     |               |               |               |               |               |               |               |
|  |                                |              |                   |              |              |                         |              |   |     |               |               |               |               |               |               |               |
|  | Diables rouges de Valenciennes | (13)         | 4 TB              | 6            | 5            |                         |              |   |     |               |               |               |               |               |               |               |
|  | Diables rouges de Valenciennes | (13)         | 4 TB              | 6            | 5            | 29 mars au 3 avril 2025 |              |   |     |               |               |               |               |               |               |               |
|  | Ours de Villard-de-Lans        | (16)         | 3                 | 3            | 4            |                         |              |   |     |               |               |               |               |               |               |               |
|  | Ours de Villard-de-Lans        | (16)         | 3                 | 3            | 4            | Ours de Villard-de-Lans | (16)         | 0 | 3 P | 3             | 2             |               |               |               |               |               |
|  | 15 au 20 mars 2025             |              |                   |              |              | Ours de Villard-de-Lans | (16)         | 0 | 3 P | 3             | 2             |               |               |               |               |               |
|  |                                |              | Albatros de Brest | (14)         | 1            | 2                       | 1            | 0 |     |               |               |               |               |               |               |               |
|  | Albatros de Brest              | (14)         | Albatros de Brest | (14)         | 1            | 2                       | 1            | 0 | 1   | 4             | 3             | 2             |               |               |               |               |
|  | Albatros de Brest              | (14)         |                   |              |              |                         |              |   | 1   | 4             | 3             | 2             |               |               |               |               |
|  | Bouquetins du HCMP             | (15)         | 4                 | 0            | 4 P          | 3                       |              |   |     |               |               |               |               |               |               |               |
|  | Bouquetins du HCMP             | (15)         | 4                 | 0            | 4 P          | 3                       |              |   |     |               |               |               |               |               |               |               |

## Division 2

### Formule
La formule 2024-2025 de la Division 2 est prévue comme suit :
La saison régulière se joue du 28 septembre 2024 au 22 février 2025.
Les vingt équipes (dont trois équipes réserves et une équipe basée au Luxembourg) sont réparties en deux poules de dix équipes chacune, qui jouent séparément en matches aller-retour.
Les huit premiers de chaque poule se qualifient pour les séries éliminatoires pour le titre, selon un tableau prédéfini et figé d'après les classements de saison régulière.
Les deux derniers de chaque poule sont regroupés pour une phase de poule de relégation. 
Les séries éliminatoires pour le titre se jouent du 1er mars 2025 au 23 avril 2025.
Elles se jouent au meilleur des 3 matches en huitièmes et quarts de finale ; la 1re rencontre se joue chez l'équipe la moins bien classée, la 2e et éventuellement la 3e chez la mieux classée. Puis les séries se jouent au meilleur des 5 matches à partir des demi-finales ; les matches 1 et 2 se déroulent chez le mieux classé de la saison régulière, les matches 3, et 4 si nécessaire, se déroulent chez le moins bien classé de la saison régulière, enfin le match 5 si nécessaire, se déroule chez le mieux classé à nouveau. Le vainqueur de la finale est sacré champion de France de Division 2 et est promu en Division 1.
La poule de relégation se joue du 1er mars 2025 au 12 avril 2025.
Cette phase est un mini-championnat en matches aller-retour à l'issue de laquelle les deux derniers sont relégués en Division 3.

### Équipes engagées
| \| Châlons Dijon Luxembourg Orléans Reims Rouen II Wasquehal Anglet II Annecy Clermont-Ferrand La Roche-sur-Yon Lyon Montpellier Roanne Toulouse-Blagnac Valence Vaujany Légende · Poule A · Poule B \| Localisation des clubs engagés en Division 2 |
| Châlons Dijon Luxembourg Orléans Reims Rouen II Wasquehal Anglet II Annecy Clermont-Ferrand La Roche-sur-Yon Lyon Montpellier Roanne Toulouse-Blagnac Valence Vaujany Légende · Poule A · Poule B                                                    |

| \| Courbevoie Évry-Viry Paris \| Localisation des clubs franciliens engagés en Division 2 |
| Courbevoie Évry-Viry Paris                                                                |

| Club                            | Classement 2023-2024 | Entraîneur           | Patinoire                                                   | Capacité théorique |
| ------------------------------- | -------------------- | -------------------- | ----------------------------------------------------------- | ------------------ |
| Coqs de Courbevoie              | 5e                   | Manuel Cuesta        | Patinoire Thierry Monier                                    | 700                |
| Français volants de Paris       | 9e                   | Jérôme Pourtanel     | Patinoire Sonja-Henie                                       | 350                |
| Dragons de Rouen II             | 10e                  | Ari Salo             | L'Île Lacroix                                               | 3 279              |
| Phénix de Reims                 | 12e                  | Ivan Bock            | Patinoire Albert-Ier                                        | 700                |
| Jets d'Évry-Viry                | 16e                  | Franck Ferey         | Patinoire des Lacs de l'Essonne Patinoire François Le Comte | 900 250            |
| Ducs de Dijon                   | 1er (Division 3)     | Clément Devaux       | Patinoire Trimolet                                          | 1 000              |
| Tornado Luxembourg              | 2e (Division 3)      | Christer Eriksson    | Patinoire de Kockelscheuer                                  | 1 000              |
| Gaulois de Châlons-en-Champagne | 3e (Division 3)      | Juraj Sadloň         | Patinoire Cités Glace                                       | 700                |
| Lions de Wasquehal              | 4e (Division 3)      | Maurad Laamel        | Patinoire Serge Charles Lille                               | 400                |
| Renards d'Orléans               | 6e (Division 3)      | Aleksandr Mikheyonok | Patinoire du Baron                                          | 920                |

| Club                           | Classement 2023-2024 | Entraîneur                     | Patinoire                                     | Capacité théorique |
| ------------------------------ | -------------------- | ------------------------------ | --------------------------------------------- | ------------------ |
| Grizzlys de Vaujany            | 3e                   | David Alves Pereira            | Patinoire de Vaujany                          | 900                |
| Lions de Lyon                  | 4e                   | Damien Raux                    | Patinoire Charlemagne                         | 4 200              |
| Aigles de La Roche-sur-Yon     | 6e                   | Juraj Ocelka                   | Complexe Arago                                | 1 200              |
| Vipers de Montpellier          | 7e                   | Jan Tlačil                     | Patinoire Végapolis                           | 2 400              |
| Renards de Roanne              | 8e                   | Éric Sarliève                  | Patinoire Fontalon                            | 1 350              |
| Bélougas de Toulouse-Blagnac   | 13e                  | Eddy Martin-Whalen             | Patinoire Jacques-Raynaud Patinoire Alex Jany | 1 200 981          |
| Chevaliers du lac d'Annecy     | 15e                  | Cédric Boldron Thomas Lapointe | Complexe Jean Régis                           | 2 000              |
| Sangliers Arvernes de Clermont | 17e                  | Juho Autio                     | Patinoire Papadakis & Cizeron                 | 2 500              |
| Lynx de Valence                | 19e                  | Jan Dlouhý                     | Le Polygone                                   | 1 000              |
| Hormadi Anglet II              | 5e (Division 3)      | Stanislas Aubert               | Patinoire de la Barre                         | 1 200              |

Légende des couleurs
- Relégué de Division 1 2023-2024
- Promu de Division 3 2023-2024

### Saison régulière

#### Poule A

##### Résultats
Le score de l'équipe à domicile, située dans la colonne de gauche, est inscrit en premier.
| Résultats (dom.\ext.)                                              | CHL   | COU   | DIJ   | ÉVY   | LUX   | ORL   | PAR   | REI   | ROU   | WAS  |
| Gaulois de Châlons-en-Champagne                                    |       | 6-1   | 6-2   | 6-3   | 4-2   | 7-4   | 4-5Pr | 1-9   | 8-3   | 7-5  |
| Coqs de Courbevoie                                                 | 4-3TB |       | 9-2   | 5-6   | 6-5Pr | 6-1   | 5-1   | 3-2   | 4-3TB | 8-0  |
| Ducs de Dijon                                                      | 1-6   | 2-5   |       | 5-1   | 3-5   | 0-6   | 1-2   | 3-6   | 5-6Pr | 4-7  |
| Jets d'Évry-Viry                                                   | 1-8   | 4-5Pr | 5-3   |       | 3-5   | 5-4Pr | 5-8   | 0-3   | 6-3   | 6-3  |
| Tornado Luxembourg                                                 | 2-10  | 2-7   | 8-4   | 4-7   |       | 5-6Pr | 5-8   | 6-5Pr | 6-7   | 5-1  |
| Renards d'Orléans                                                  | 3-4   | 4-5TB | 5-7   | 4-2   | 2-3   |       | 7-6Pr | 5-4   | 4-1   | 8-10 |
| Français volants de Paris                                          | 4-2   | 7-4   | 2-5   | 8-7   | 3-6   | 4-3   |       | 5-8   | 6-4   | 10-3 |
| Phénix de Reims                                                    | 3-6   | 6-3   | 5-2   | 4-3Pr | 9-3   | 5-4Pr | 3-5   |       | 6-7Pr | 6-0  |
| Dragons de Rouen II                                                | 2-4   | 2-1   | 2-1   | 2-3   | 2-6   | 1-2   | 0-4   | 2-3Pr |       | 8-3  |
| Lions de Wasquehal                                                 | 3-5   | 4-6   | 4-3Pr | 1-6   | 4-5TB | 3-9   | 7-9   | 2-13  | 6-4   |      |
| - Victoire à domicile - Victoire à l'extérieur - Match non disputé |       |       |       |       |       |       |       |       |       |      |

Pr. : Prolongation    -    TF : Tirs de fusillade

##### Classement
Pour l'attribution des points, voir la section « Règlement » ci-dessus.
| Clt | Équipe               | PJ | V  | VP | D  | DP | BP  | BC  | Diff | Pts |
| --- | -------------------- | -- | -- | -- | -- | -- | --- | --- | ---- | --- |
| 1   | Châlons-en-Champagne | 18 | 14 | 0  | 2  | 2  | 97  | 57  | +40  | 44  |
| 2   | Paris                | 18 | 12 | 1  | 4  | 1  | 97  | 79  | +18  | 39  |
| 3   | Reims                | 18 | 9  | 3  | 4  | 2  | 100 | 60  | +40  | 35  |
| 4   | Courbevoie           | 18 | 8  | 5  | 5  | 0  | 86  | 60  | +26  | 34  |
| 5   | Luxembourg           | 18 | 7  | 2  | 7  | 2  | 83  | 91  | -8   | 27  |
| 6   | Orléans              | 18 | 6  | 2  | 7  | 3  | 81  | 78  | +3   | 25  |
| 7   | Évry-Viry            | 18 | 7  | 1  | 8  | 2  | 73  | 81  | -8   | 25  |
| 8   | Rouen II             | 18 | 4  | 2  | 10 | 2  | 59  | 78  | -19  | 18  |
| 9   | Wasquehal            | 18 | 3  | 1  | 13 | 1  | 66  | 122 | -56  | 12  |
| 10  | Dijon                | 18 | 3  | 0  | 13 | 2  | 53  | 90  | -37  | 11  |

- Qualifié pour les huitièmes de finale
- Dispute la poule de maintien

#### Poule B

##### Résultats
Le score de l'équipe à domicile, située dans la colonne de gauche, est inscrit en premier.
| Résultats (dom.\ext.)                                              | AGL  | ANN   | CLE   | LRY   | LYO   | MTP | ROA   | TLS   | VAL   | VAU   |
| Hormadi Anglet II                                                  |      | 1-4   | 7-4   | 0-4   | 3-2   | 2-6 | 5-7   | 3-4   | 3-6   | 1-4   |
| Chevaliers du lac d'Annecy                                         | 6-3  |       | 5-3   | 2-4   | 3-6   | 4-5 | 0-7   | 4-2   | 7-3   | 4-2   |
| Sangliers Arvernes de Clermont                                     | 10-1 | 3-2   |       | 2-6   | 0-8   | 3-2 | 4-5Pr | 3-4Pr | 4-3   | 3-6   |
| Aigles de La Roche-sur-Yon                                         | 6-3  | 6-1   | 5-1   |       | 0-6   | 0-4 | 2-3Pr | 4-0   | 3-7   | 1-3   |
| Lions de Lyon                                                      | 9-3  | 6-3   | 10-2  | 4-1   |       | 2-3 | 3-6   | 4-2   | 1-0   | 3-4Pr |
| Vipers de Montpellier                                              | 9-0  | 4-6   | 6-5Pr | 2-5   | 1-5   |     | 5-0   | 2-6   | 5-4Pr | 4-3Pr |
| Renards de Roanne                                                  | 5-3  | 6-3   | 6-3   | 4-3   | 3-2TB | 4-2 |       | 2-4   | 3-5   | 5-4Pr |
| Bélougas de Toulouse-Blagnac                                       | 7-3  | 3-1   | 5-1   | 2-3Pr | 1-7   | 5-3 | 4-3TB |       | 3-5   | 5-3   |
| Lynx de Valence                                                    | 4-3  | 6-1   | 9-2   | 3-4   | 1-4   | 2-7 | 8-5   | 8-3   |       | 4-6   |
| Grizzlys de Vaujany                                                | 6-2  | 4-5TB | 7-4   | 3-2   | 3-6   | 1-3 | 2-4   | 2-4   | 6-3   |       |
| - Victoire à domicile - Victoire à l'extérieur - Match non disputé |      |       |       |       |       |     |       |       |       |       |

Pr. : Prolongation    -    TF : Tirs de fusillade

##### Classement
Pour l'attribution des points, voir la section « Règlement » ci-dessus.
| Clt | Équipe           | PJ | V  | VP | D  | DP | BP | BC  | Diff | Pts     |
| --- | ---------------- | -- | -- | -- | -- | -- | -- | --- | ---- | ------- |
| 1   | Lyon             | 18 | 13 | 0  | 3  | 2  | 88 | 39  | +49  | 41      |
| 2   | Roanne           | 18 | 9  | 4  | 4  | 1  | 78 | 62  | +16  | 34 (-2) |
| 3   | Toulouse-Blagnac | 18 | 9  | 2  | 6  | 1  | 64 | 61  | +3   | 32      |
| 4   | Montpellier      | 18 | 8  | 3  | 7  | 0  | 73 | 57  | +16  | 30      |
| 5   | La Roche-sur-Yon | 18 | 9  | 1  | 7  | 1  | 59 | 50  | +9   | 30      |
| 6   | Vaujany          | 18 | 8  | 1  | 6  | 3  | 69 | 63  | +6   | 29      |
| 7   | Valence          | 18 | 9  | 0  | 8  | 1  | 81 | 70  | +11  | 28      |
| 8   | Annecy           | 18 | 7  | 1  | 10 | 0  | 61 | 74  | -13  | 23      |
| 9   | Clermont         | 18 | 4  | 0  | 11 | 3  | 57 | 97  | -40  | 15      |
| 10  | Anglet II        | 18 | 2  | 0  | 16 | 0  | 46 | 103 | -57  | 6       |

- Qualifié pour les huitièmes de finale
- Dispute la poule de maintien

### Séries éliminatoires pour le titre

#### Tableau
en italique : les équipes ne pouvant pas être promues
|  |                                 |                     |                              |                     |                            |                            |                     |                       |                       |                       |                       |                       |                           |                       |                       |                       |                       |                       |                       |                       |                       |                       |                       |        |        |        |        |        |        |        |        |        |
|  | Huitièmes de finale             | Huitièmes de finale | Huitièmes de finale          | Huitièmes de finale | Huitièmes de finale        | Huitièmes de finale        | Huitièmes de finale |                       |                       | Quarts de finale      | Quarts de finale      | Quarts de finale      | Quarts de finale          | Quarts de finale      | Quarts de finale      | Quarts de finale      |                       |                       | Finale                | Finale                | Finale                | Finale                | Finale                | Finale | Finale | Finale | Finale | Finale | Finale | Finale | Finale | Finale |
|  |                                 |                     |                              |                     |                            |                            |                     |                       |                       |                       |                       |                       |                           |                       |                       |                       |                       |                       |                       |                       |                       |                       |                       |        |        |        |        |        |        |        |        |        |
|  |                                 |                     |                              |                     |                            |                            |                     |                       |                       |                       | Demi-finales          |                       |                           |                       |                       |                       |                       |                       |                       |                       |                       |                       |                       |        |        |        |        |        |        |        |        |        |
|  | 1er et 8 mars 2025              |                     |                              |                     |                            |                            |                     |                       |                       |                       |                       |                       |                           |                       |                       |                       |                       |                       |                       |                       |                       |                       |                       |        |        |        |        |        |        |        |        |        |
|  |                                 |                     |                              |                     |                            |                            |                     |                       |                       |                       |                       |                       |                           |                       |                       |                       |                       |                       |                       |                       |                       |                       |                       |        |        |        |        |        |        |        |        |        |
|  | Gaulois de Châlons-en-Champagne | A1                  | 2                            | 3                   |                            |                            |                     |                       |                       |                       |                       |                       |                           |                       |                       |                       |                       |                       |                       |                       |                       |                       |                       |        |        |        |        |        |        |        |        |        |
|  | Gaulois de Châlons-en-Champagne | A1                  | 2                            | 3                   | 15 et 22 mars 2025         |                            |                     |                       |                       |                       |                       |                       |                           |                       |                       |                       |                       |                       |                       |                       |                       |                       |                       |        |        |        |        |        |        |        |        |        |
|  | Chevaliers du lac d'Annecy      | B8                  | 5                            | 4 P                 |                            |                            |                     |                       |                       |                       |                       |                       |                           |                       |                       |                       |                       |                       |                       |                       |                       |                       |                       |        |        |        |        |        |        |        |        |        |
|  | Chevaliers du lac d'Annecy      | B8                  | 5                            | 4 P                 | Chevaliers du lac d'Annecy | B8                         | 4                   | 2                     |                       |                       |                       |                       |                           |                       |                       |                       |                       |                       |                       |                       |                       |                       |                       |        |        |        |        |        |        |        |        |        |
|  | 1er et 8 mars 2025              |                     |                              |                     | Chevaliers du lac d'Annecy | B8                         | 4                   | 2                     |                       |                       |                       |                       |                           |                       |                       |                       |                       |                       |                       |                       |                       |                       |                       |        |        |        |        |        |        |        |        |        |
|  |                                 |                     | Vipers de Montpellier        | B4                  | 8                          | 6                          |                     |                       |                       |                       |                       |                       |                           |                       |                       |                       |                       |                       |                       |                       |                       |                       |                       |        |        |        |        |        |        |        |        |        |
|  | Vipers de Montpellier           | B4                  | Vipers de Montpellier        | B4                  | 8                          | 6                          | 6                   | 11                    |                       |                       |                       |                       |                           |                       |                       |                       |                       |                       |                       |                       |                       |                       |                       |        |        |        |        |        |        |        |        |        |
|  | Vipers de Montpellier           | B4                  | 29 mars au 5 avril 2025      |                     |                            |                            | 6                   | 11                    |                       |                       |                       |                       |                           |                       |                       |                       |                       |                       |                       |                       |                       |                       |                       |        |        |        |        |        |        |        |        |        |
|  | Tornado Luxembourg              | A5                  | 2                            | 6                   |                            |                            |                     |                       |                       |                       |                       |                       |                           |                       |                       |                       |                       |                       |                       |                       |                       |                       |                       |        |        |        |        |        |        |        |        |        |
|  | Tornado Luxembourg              | A5                  | 2                            | 6                   |                            |                            |                     | Vipers de Montpellier | Vipers de Montpellier | Vipers de Montpellier | Vipers de Montpellier | Vipers de Montpellier | Vipers de Montpellier     | Vipers de Montpellier | Vipers de Montpellier | B4                    | 5                     | 6                     | 7                     |                       |                       |                       |                       |        |        |        |        |        |        |        |        |        |
|  | 1er et 8 mars 2025              |                     |                              |                     |                            |                            |                     | Vipers de Montpellier | Vipers de Montpellier | Vipers de Montpellier | Vipers de Montpellier | Vipers de Montpellier | Vipers de Montpellier     | Vipers de Montpellier | Vipers de Montpellier | B4                    | 5                     | 6                     | 7                     |                       |                       |                       |                       |        |        |        |        |        |        |        |        |        |
|  | Phénix de Reims                 | Phénix de Reims     | Phénix de Reims              | Phénix de Reims     | Phénix de Reims            | Phénix de Reims            | Phénix de Reims     | Phénix de Reims       | A3                    | 1                     | 2                     | 3                     |                           |                       |                       |                       |                       |                       |                       |                       |                       |                       |                       |        |        |        |        |        |        |        |        |        |
|  | Phénix de Reims                 | Phénix de Reims     | Phénix de Reims              | Phénix de Reims     | Phénix de Reims            | Phénix de Reims            | Phénix de Reims     | Phénix de Reims       | A3                    | 1                     | 2                     | 3                     | Phénix de Reims           | A3                    | 3 P                   | 5                     |                       |                       |                       |                       |                       |                       |                       |        |        |        |        |        |        |        |        |        |
|  | 15 et 22 mars 2025              |                     |                              |                     |                            |                            |                     |                       |                       |                       |                       |                       | Phénix de Reims           | A3                    | 3 P                   | 5                     |                       |                       |                       |                       |                       |                       |                       |        |        |        |        |        |        |        |        |        |
|  | Grizzlys de Vaujany             | B6                  | 2                            | 1                   |                            |                            |                     |                       |                       |                       |                       |                       |                           |                       |                       |                       |                       |                       |                       |                       |                       |                       |                       |        |        |        |        |        |        |        |        |        |
|  | Grizzlys de Vaujany             | B6                  | 2                            | 1                   | Phénix de Reims            | A3                         | 2                   | 4                     |                       |                       |                       |                       |                           |                       |                       |                       |                       |                       |                       |                       |                       |                       |                       |        |        |        |        |        |        |        |        |        |
|  | 1er et 8 mars 2025              |                     |                              |                     | Phénix de Reims            | A3                         | 2                   | 4                     |                       |                       |                       |                       |                           |                       |                       |                       |                       |                       |                       |                       |                       |                       |                       |        |        |        |        |        |        |        |        |        |
|  |                                 |                     | Renards de Roanne            | B2                  | 1                          | 3                          |                     |                       |                       |                       |                       |                       |                           |                       |                       |                       |                       |                       |                       |                       |                       |                       |                       |        |        |        |        |        |        |        |        |        |
|  | Renards de Roanne               | B2                  | Renards de Roanne            | B2                  | 1                          | 3                          | 9                   | 5                     |                       |                       |                       |                       |                           |                       |                       |                       |                       |                       |                       |                       |                       |                       |                       |        |        |        |        |        |        |        |        |        |
|  | Renards de Roanne               | B2                  |                              |                     |                            |                            | 9                   | 5                     |                       |                       | 12 au 19 avril 2025   |                       |                           |                       |                       |                       |                       |                       |                       |                       |                       |                       |                       |        |        |        |        |        |        |        |        |        |
|  | Jets d'Évry-Viry                | A7                  | 2                            | 2                   |                            |                            |                     |                       |                       |                       |                       |                       |                           |                       |                       |                       |                       |                       |                       |                       |                       |                       |                       |        |        |        |        |        |        |        |        |        |
|  | Jets d'Évry-Viry                | A7                  | 2                            | 2                   |                            |                            |                     |                       |                       |                       |                       |                       |                           |                       |                       | Vipers de Montpellier | Vipers de Montpellier | Vipers de Montpellier | Vipers de Montpellier | Vipers de Montpellier | Vipers de Montpellier | Vipers de Montpellier | Vipers de Montpellier | B4     | 0      | 1      | 0      |        |        |        |        |        |
|  | 1er et 8 mars 2025              |                     |                              |                     |                            |                            |                     |                       |                       |                       |                       |                       |                           |                       |                       | Vipers de Montpellier | Vipers de Montpellier | Vipers de Montpellier | Vipers de Montpellier | Vipers de Montpellier | Vipers de Montpellier | Vipers de Montpellier | Vipers de Montpellier | B4     | 0      | 1      | 0      |        |        |        |        |        |
|  | Lions de Lyon                   | Lions de Lyon       | Lions de Lyon                | Lions de Lyon       | Lions de Lyon              | Lions de Lyon              | Lions de Lyon       | Lions de Lyon         | B1                    | 5                     | 5                     | 2                     |                           |                       |                       |                       |                       |                       |                       |                       |                       |                       |                       |        |        |        |        |        |        |        |        |        |
|  | Lions de Lyon                   | Lions de Lyon       | Lions de Lyon                | Lions de Lyon       | Lions de Lyon              | Lions de Lyon              | Lions de Lyon       | Lions de Lyon         | B1                    | 5                     | 5                     | 2                     | Français volants de Paris | A2                    | 4                     | 0                     |                       |                       |                       |                       |                       |                       |                       |        |        |        |        |        |        |        |        |        |
|  | 15, 22 et 23 mars 2025          |                     |                              |                     |                            |                            |                     |                       |                       |                       |                       |                       | Français volants de Paris | A2                    | 4                     | 0                     |                       |                       |                       |                       |                       |                       |                       |        |        |        |        |        |        |        |        |        |
|  | Lynx de Valence                 | B7                  | 6                            | 7                   |                            |                            |                     |                       |                       |                       |                       |                       |                           |                       |                       |                       |                       |                       |                       |                       |                       |                       |                       |        |        |        |        |        |        |        |        |        |
|  | Lynx de Valence                 | B7                  | 6                            | 7                   | Lynx de Valence            | B7                         | 4                   | 6                     | 4                     |                       |                       |                       |                           |                       |                       |                       |                       |                       |                       |                       |                       |                       |                       |        |        |        |        |        |        |        |        |        |
|  | 1er et 8 mars 2025              |                     |                              |                     | Lynx de Valence            | B7                         | 4                   | 6                     | 4                     |                       |                       |                       |                           |                       |                       |                       |                       |                       |                       |                       |                       |                       |                       |        |        |        |        |        |        |        |        |        |
|  |                                 |                     | Bélougas de Toulouse-Blagnac | B3                  | 5 P                        | 0                          | 2                   |                       |                       |                       |                       |                       |                           |                       |                       |                       |                       |                       |                       |                       |                       |                       |                       |        |        |        |        |        |        |        |        |        |
|  | Bélougas de Toulouse-Blagnac    | B3                  | Bélougas de Toulouse-Blagnac | B3                  | 5 P                        | 0                          | 2                   | 6                     | 7                     |                       |                       |                       |                           |                       |                       |                       |                       |                       |                       |                       |                       |                       |                       |        |        |        |        |        |        |        |        |        |
|  | Bélougas de Toulouse-Blagnac    | B3                  | 29 mars au 4 avril 2025      |                     |                            |                            |                     | 6                     | 7                     |                       |                       |                       |                           |                       |                       |                       |                       |                       |                       |                       |                       |                       |                       |        |        |        |        |        |        |        |        |        |
|  | Renards d'Orléans               | A6                  | 2                            | 2                   |                            |                            |                     |                       |                       |                       |                       |                       |                           |                       |                       |                       |                       |                       |                       |                       |                       |                       |                       |        |        |        |        |        |        |        |        |        |
|  | Renards d'Orléans               | A6                  | 2                            | 2                   |                            |                            |                     | Lynx de Valence       | Lynx de Valence       | Lynx de Valence       | Lynx de Valence       | Lynx de Valence       | Lynx de Valence           | Lynx de Valence       | Lynx de Valence       | B7                    | 3                     | 2                     | 0                     |                       |                       |                       |                       |        |        |        |        |        |        |        |        |        |
|  | 1er, 8 et 9 mars 2025           |                     |                              |                     |                            |                            |                     | Lynx de Valence       | Lynx de Valence       | Lynx de Valence       | Lynx de Valence       | Lynx de Valence       | Lynx de Valence           | Lynx de Valence       | Lynx de Valence       | B7                    | 3                     | 2                     | 0                     |                       |                       |                       |                       |        |        |        |        |        |        |        |        |        |
|  | Lions de Lyon                   | Lions de Lyon       | Lions de Lyon                | Lions de Lyon       | Lions de Lyon              | Lions de Lyon              | Lions de Lyon       | Lions de Lyon         | B1                    | 4                     | 3                     | 6                     |                           |                       |                       |                       |                       |                       |                       |                       |                       |                       |                       |        |        |        |        |        |        |        |        |        |
|  | Lions de Lyon                   | Lions de Lyon       | Lions de Lyon                | Lions de Lyon       | Lions de Lyon              | Lions de Lyon              | Lions de Lyon       | Lions de Lyon         | B1                    | 4                     | 3                     | 6                     | Coqs de Courbevoie        | A4                    | 3                     | 2 P                   | 1                     |                       |                       |                       |                       |                       |                       |        |        |        |        |        |        |        |        |        |
|  | 15, 22 et 23 mars 2025          |                     |                              |                     |                            |                            |                     |                       |                       |                       |                       |                       | Coqs de Courbevoie        | A4                    | 3                     | 2 P                   | 1                     |                       |                       |                       |                       |                       |                       |        |        |        |        |        |        |        |        |        |
|  | Aigles de La Roche-sur-Yon      | B5                  | 6                            | 1                   | 6                          |                            |                     |                       |                       |                       |                       |                       |                           |                       |                       |                       |                       |                       |                       |                       |                       |                       |                       |        |        |        |        |        |        |        |        |        |
|  | Aigles de La Roche-sur-Yon      | B5                  | 6                            | 1                   | 6                          | Aigles de La Roche-sur-Yon | B5                  | 4                     | 3                     | 1                     |                       |                       |                           |                       |                       |                       |                       |                       |                       |                       |                       |                       |                       |        |        |        |        |        |        |        |        |        |
|  | 4 et 8 mars 2025                |                     |                              |                     |                            | Aigles de La Roche-sur-Yon | B5                  | 4                     | 3                     | 1                     |                       |                       |                           |                       |                       |                       |                       |                       |                       |                       |                       |                       |                       |        |        |        |        |        |        |        |        |        |
|  |                                 |                     | Lions de Lyon                | B1                  | 2                          | 4                          | 7                   |                       |                       |                       |                       |                       |                           |                       |                       |                       |                       |                       |                       |                       |                       |                       |                       |        |        |        |        |        |        |        |        |        |
|  | Lions de Lyon                   | B1                  | Lions de Lyon                | B1                  | 2                          | 4                          | 7                   | 4                     | 19                    |                       |                       |                       |                           |                       |                       |                       |                       |                       |                       |                       |                       |                       |                       |        |        |        |        |        |        |        |        |        |
|  | Lions de Lyon                   | B1                  |                              |                     |                            |                            |                     | 4                     | 19                    |                       |                       |                       |                           |                       |                       |                       |                       |                       |                       |                       |                       |                       |                       |        |        |        |        |        |        |        |        |        |
|  | Dragons de Rouen II             | A8                  | 1                            | 2                   |                            |                            |                     |                       |                       |                       |                       |                       |                           |                       |                       |                       |                       |                       |                       |                       |                       |                       |                       |        |        |        |        |        |        |        |        |        |
|  | Dragons de Rouen II             | A8                  | 1                            | 2                   |                            |                            |                     |                       |                       |                       |                       |                       |                           |                       |                       |                       |                       |                       |                       |                       |                       |                       |                       |        |        |        |        |        |        |        |        |        |

#### Finale
| 12 avril 2025 | Lyon | 5-0 (0-0, 2-0, 3-0) | Montpellier | Complexe Jean Régis (Annecy) 674 spectateurs |

| Feuille de match | Feuille de match | Feuille de match    | Feuille de match | Feuille de match                                                                                |
| ---------------- | --- | ------------------- | ---------------- | ----------------------------------------------------------------------------------------------- |
|                  | Andreacchi (Vafin, Chautant) — 25 min 24 s Fondadouze (Lamothe, Varjosaari) — 26 min 8 s Guennelon (Andreacchi, Chautant) — 46 min 9 s Vafin (Varjosaari, Guennelon) — 48 min 28 s Andraud (Andreacchi, Chautant) — 56 min 1 s | 1-0 2-0 3-0 4-0 5-0 | -                | Arbitrage : Samuel Fessier & Jérémie Collin Juges de lignes: Nicolas Bonneau & Guillaume Barthe |
| Ginier           | Gardiens | Loubier             |                  | Arbitrage : Samuel Fessier & Jérémie Collin Juges de lignes: Nicolas Bonneau & Guillaume Barthe |
| 33 min           | Pénalités | 0 min               |                  | Arbitrage : Samuel Fessier & Jérémie Collin Juges de lignes: Nicolas Bonneau & Guillaume Barthe |
|                  | |                     |                  | Arbitrage : Samuel Fessier & Jérémie Collin Juges de lignes: Nicolas Bonneau & Guillaume Barthe |

| 13 avril 2025 | Lyon | 5-1 (1-1, 1-0, 3-0) | Montpellier | Patinoire Charlemagne 3 132 spectateurs |

| Feuille de match | Feuille de match | Feuille de match        | Feuille de match             | Feuille de match                                                                                         |
| ---------------- | --- | ----------------------- | ---------------------------- | --- |
|                  | - Vafin — 16 min 56 s (TP) Andreacchi (Chautant, Plantrou) — 37 min 28 s (2 SN) Fondadouze (Plantrou, Guennelon) — 44 min 49 s Elabiev (Baravaglio, Chautant) — 45 min 17 s Elabiev (Varjosaari, Vafin) — 49 min 26 s (SN) | 0-1 1-1 2-1 3-1 4-1 5-1 | Cagigos — 15 min 17 s (SN) - | Arbitrage : Mickaël Gasnier & David Tchekachev Juges de lignes: Alexandre Donat-Magnin & Achille Lefevre |
| Ginier           | Gardiens | Stiliadis               |                              | Arbitrage : Mickaël Gasnier & David Tchekachev Juges de lignes: Alexandre Donat-Magnin & Achille Lefevre |
| 6 min            | Pénalités | 8 min                   |                              | Arbitrage : Mickaël Gasnier & David Tchekachev Juges de lignes: Alexandre Donat-Magnin & Achille Lefevre |
|                  | |                         |                              | Arbitrage : Mickaël Gasnier & David Tchekachev Juges de lignes: Alexandre Donat-Magnin & Achille Lefevre |

| 19 avril 2025 | Montpellier | 0-2 (0-1, 0-0, 0-1) | Lyon | Patinoire Végapolis 1 580 spectateurs |

| Feuille de match | Feuille de match | Feuille de match | Feuille de match                                            | Feuille de match                                                                                         |
| ---------------- | ---------------- | ---------------- | ----------------------------------------------------------- | --- |
|                  | -                | 0-1 0-2          | Andraud (Andreacchi) — 15 min 54 s Fondadouze — 44 min 34 s | Arbitrage : Mickaël Gasnier & David Tchekachev Juges de lignes: Achille Lefevre & Alexandre Donat-Magnin |
| Stiliadis        | Gardiens         | Ginier           |                                                             | Arbitrage : Mickaël Gasnier & David Tchekachev Juges de lignes: Achille Lefevre & Alexandre Donat-Magnin |
| 6 min            | Pénalités        | 0 min            |                                                             | Arbitrage : Mickaël Gasnier & David Tchekachev Juges de lignes: Achille Lefevre & Alexandre Donat-Magnin |
|                  |                  |                  |                                                             | Arbitrage : Mickaël Gasnier & David Tchekachev Juges de lignes: Achille Lefevre & Alexandre Donat-Magnin |

### Poule de relégation

#### Résultats
Le score de l'équipe à domicile, située dans la colonne de gauche, est inscrit en premier.
| Résultats (dom.\ext.)                                              | AGL | CLE   | DIJ | WAS |
| Hormadi Anglet II                                                  |     | 3-4Pr | 0-2 | 7-0 |
| Sangliers Arvernes de Clermont                                     | 6-4 |       | 9-3 | 4-2 |
| Ducs de Dijon                                                      | 0-4 | 3-4Pr |     | 6-2 |
| Lions de Wasquehal                                                 | 3-8 | 3-8   | 6-4 |     |
| - Victoire à domicile - Victoire à l'extérieur - Match non disputé |     |       |     |     |

Pr. : Prolongation    -    TF : Tirs de fusillade

#### Classement
Pour l'attribution des points, voir la section « Règlement » ci-dessus.
| Clt   | Équipe    | PJ | V | VP | D | DP | BP | BC | Diff | Pts |
| ----- | --------- | -- | - | -- | - | -- | -- | -- | ---- | --- |
| +001, | Clermont  | 6  | 4 | 2  | 0 | 0  | 35 | 18 | +17  | 16  |
| +002, | Anglet II | 6  | 3 | 0  | 2 | 1  | 26 | 15 | +11  | 10  |
| +003, | Dijon     | 6  | 2 | 0  | 3 | 1  | 18 | 25 | -7   | 7   |
| +004, | Wasquehal | 6  | 1 | 0  | 5 | 0  | 16 | 37 | -21  | 3   |

- Relégué en Division 3

## Division 3

### Formule
La formule 2024-2025 de la Division 3 est prévue comme suit :
La saison régulière se joue du 28 septembre 2024 au 15 mars 2025.
La saison régulière de Division 3 connaît une réforme significative à l'intersaison. En effet, les poules géographiques des années précédentes sont remplacées par une poule unique où chaque équipe disputera 16 matches, le but étant de réduire au maximum les déplacements longs. Deux mêmes équipes pourront s'affronter jusqu'à 3 fois au plus dans la saison.
Les 16 premiers se qualifient pour la phase finale, qui se décompose en 2 étapes : une phase de séries éliminatoires (huitièmes et quarts de finale, selon un tableau prédéfini et figé d'après le classement de la saison régulière), puis un carré final.
La phase finale se joue du 22 mars 2025 au 4 mai 2025.
Les séries éliminatoires se jouent en matches aller-retour (match retour chez le mieux classé de la saison régulière, voir la section « Règlement » ci-dessus pour la détermination du vainqueur). Les vainqueurs des quarts de finale se qualifient pour le carré final.
Le carré final est une poule unique qui se joue en matches simples. L'équipe finissant à la première place est sacrée championne de France de Division 3. Le champion et son dauphin sont promus en Division 2.

### Équipes engagées
Il y a trente équipes engagées, dont quatorze équipes réserves :
| \| Besançon Bordeaux II Brest II Briançon II Brive Caen II Chambéry II Cholet II Colmar Compiègne HCMP II Dijon II Metz Mulhouse Nantes II Nice II Nîmes Poitiers Rennes Strasbourg II Avignon Toulon Toulouse-Blagnac II Tours II \| Localisation des clubs engagés en Division 3 |
| Besançon Bordeaux II Brest II Briançon II Brive Caen II Chambéry II Cholet II Colmar Compiègne HCMP II Dijon II Metz Mulhouse Nantes II Nice II Nîmes Poitiers Rennes Strasbourg II Avignon Toulon Toulouse-Blagnac II Tours II                                                    |

| \| Asnières-sur-Seine Champigny Dammarie Évry-Viry II Garges Meudon II \| Localisation des clubs franciliens engagés en Division 3 |
| Asnières-sur-Seine Champigny Dammarie Évry-Viry II Garges Meudon II                                                                |

| Club                            | Classement 2023-2024 | Entraîneur           | Patinoire                                                                      | Capacité théorique |
| ------------------------------- | -------------------- | -------------------- | ------------------------------------------------------------------------------ | ------------------ |
| Titans de Colmar                | 18e (Division 2)     | Evgueni Kouznetsov   | Patinoire de Colmar                                                            | 1 200              |
| Diables rouges de Briançon II   | 1er (Poule D)        | David Wegmuller      | Patinoire René-Froger                                                          | 2 300              |
| Dragons de Poitiers             | 2e (Poule A)         | Alexander Logutenko  | Patinoire de Poitiers                                                          | 810                |
| Castors d'Asnières              | 2e (Poule B)         | François Lafontaine  | Patinoire des Courtilles                                                       | 1 421              |
| Boxers de Bordeaux II           | 3e (Poule A)         | Martial Esnal        | Patinoire de Mériadeck                                                         | 3 500              |
| Jets d'Évry-Viry II             | 3e (Poule C)         | Harond Litim         | Patinoire des Lacs de l'Essonne Patinoire François Le Comte                    | 900 250            |
| Castors d'Avignon               | 3e (Poule D)         | Benoît Maroncelli    | Palais de la Glace                                                             | 500                |
| Corsaires de Nantes II          | 4e (Poule A)         | Ondřej Martinka      | Patinoire du Petit Port                                                        | 1 060              |
| Scorpions de Mulhouse           | 4e (Poule C)         | Michaël Muller       | Patinoire de l'Illberg                                                         | 1 600              |
| Aigles de Nice II               | 4e (Poule D)         | Audric Papin         | Palais des sports Jean-Bouin                                                   | 1 200              |
| Grands Ducs de Brive            | 5e (Poule A)         | Adrien Sellem        | Patinoire municipale de Brive                                                  | 900                |
| Drakkars de Caen II             | 5e (Poule B)         | Martial Janil        | Patinoire de Caen la mer                                                       | 1 499              |
| Caribous de Seine-et-Marne      | 5e (Poule C)         | Romain Danton        | Patinoire La Cartonnerie                                                       | 450                |
| Aigles de Besançon              | 5e (Poule D)         | Marian Jakab         | Patinoire La Fayette                                                           | 1 300              |
| Dogs de Cholet II               | 6e (Poule A)         | Jérôme Zilli         | Pôle Sportif Glisséo                                                           | 1 200              |
| Lions de Compiègne              | 6e (Poule B)         | Antoine Richer       | Patinoire de Mercières                                                         | 400                |
| Comètes de Meudon II            | 6e (Poule C)         | -                    | Patinoire de Meudon                                                            | 500                |
| Albatros de Brest II            | 7e (Poule A)         | Sergueï Toukmatchev  | Rïnkla Stadium                                                                 | 1 200              |
| Remparts de Tours II            | 7e (Poule B)         | Martin Ropert        | Patinoire de Tours                                                             | 2 316              |
| Graoullys de Metz               | 7e (Poule C)         | Bryan Leheron        | Ice Arena de Metz                                                              | 500                |
| Krokos de Nîmes                 | 7e (Poule D)         | Cédric Boucamus      | Patinoire de Nîmes                                                             | 300                |
| Cormorans de Rennes             | 8e (Poule A)         | Yven Sadoun          | Patinoire du Blizz                                                             | 750                |
| Élans de Champigny              | 8e (Poule C)         | Marius Joinet        | Patinoire de Champigny-sur-Marne                                               | 450                |
| Boucaniers de Toulon            | 8e (Poule D)         | Richard Brodeur      | Patinoire de la Garde                                                          | 1 600              |
| Grizzly de Garges               | 9e (Poule B)         | Christophe Masson    | Patinoire du Val de France                                                     | 700                |
| Éléphants de Chambéry II        | 9e (Poule D)         | Jean-Robert Becqwort | Patinoire Buisson Rond                                                         | 1 200              |
| Bouquetins du HCMP II           | NC                   | Jan Šafář            | Patinoire de Courchevel Patinoire de Méribel Patinoire de Pralognan-la-Vanoise | 1 000 2 500 1 800  |
| Ducs de Dijon II                | NC                   | -                    | Patinoire Trimolet                                                             | 1 000              |
| CSG Strasbourg II               | NC                   | Alastair Franc       | Patinoire Iceberg                                                              | 2 400              |
| Bélougas de Toulouse-Blagnac II | NC                   | Hugo Tornatore       | Patinoire Jacques-Raynaud Patinoire Alex Jany                                  | 1 200 981          |

- Relégation volontaire
- Relégué de Division 2 2023-2024
- Nouvelle équipe

### Saison régulière

#### Résultats
Cholet 2 - Brest 2 et Tours 2 - Brest 2sont perdus par forfait par Brest 2. La rencontre Avignon - HCMP 2 est perdue par forfait par HCMP 2.
| Castors d'Asnières              | MEU    | COM    | ÉVY    | GAR  | CAE    | DAM    | MEU    | CMP    | CMP    | ÉVY    | GAR   | CAE    | DAM    | COM    | ÉVY    | GAR    |
| Castors d'Asnières              | 7-2    | 8-2    | 3-5    | 6-0  | 1-2    | 7-2    | 8-5    | 5-4    | 6-5 Pr | 4-3    | 3-5   | 0-9    | 3-9    | 3-4 Pr | 5-6 TB | 10-1   |
| Castors d'Avignon               | HCMP   | HCMP   | NIC    | TLS  | BRI    | TLS    | TLN    | BRI    | NIC    | TLN    | HCMP  | TLN    | NÎM    | NIC    | TLS    | NÎM    |
| Castors d'Avignon               | 4-7    | 5-7    | 5-1    | 10-2 | 4-2    | 6-2    | 6-5 Pr | 3-4    | 4-7    | 4-2    | 5-0 F | 0-1    | 17-2   | 6-9    | 8-0    | 10-1   |
| Aigles de Besançon              | DIJ    | STR    | COL    | CHM  | HCMP   | HCMP   | COL    | COL    | MTZ    | MUL    | STR   | DIJ    | HCMP   | STR    | MUL    | MUL    |
| Aigles de Besançon              | 7-2    | 2-5    | 2-3    | 5-4  | 6-8    | 8-3    | 3-5    | 2-1    | 7-4    | 2-5    | 2-1   | 9-4    | 2-0    | 3-5    | 5-9    | 1-5    |
| Boxers de Bordeaux II           | BRV    | TLS    | CHO    | BRV  | CHO    | POI    | TLS    | TRS    | NAN    | TRS    | POI   | BRV    | TLS    | CHO    | POI    | NAN    |
| Boxers de Bordeaux II           | 4-9    | 5-4    | 4-8    | 3-6  | 7-5    | 2-5    | 6-9    | 4-6    | 4-9    | 3-9    | 6-7   | 2-5    | 5-6 Pr | 9-2    | 1-9    | 4-3 Pr |
| Albatros de Brest II            | REN    | CAE    | POI    | REN  | CHO    | CAE    | NAN    | POI    | NAN    | CHO    | CAE   | TRS    | REN    | TRS    | BRE    | NAN    |
| Albatros de Brest II            | 8-1    | 2-8    | 3-11   | 7-1  | 3-10   | 3-9    | 4-9    | 4-14   | 1-8    | 0-5    | 3-13  | 2-6    | 5-4 Pr | 0-5    | 7-8 Pr | 7-11   |
| Diables rouges de Briançon II   | TLN    | NIC    | AVI    | TLN  | NIC    | AVI    | HCMP   | CHM    | NÎM    | NIC    | CHM   | CHM    | NÎM    | TLN    | HCMP   | HCMP   |
| Diables rouges de Briançon II   | 5-4    | 10-9   | 2-4    | 5-8  | 5-6 Pr | 4-3    | 5-4    | 7-5    | 4-2    | 8-4    | 6-3   | 2-10   | 5-3    | 6-4    | 3-4    | 6-4    |
| Grands Ducs de Brive            | BOR    | NAN    | TRS    | POI  | BOR    | TLS    | TRS    | POI    | CHO    | TLS    | CHO   | NAN    | BOR    | POI    | TLS    | TRS    |
| Grands Ducs de Brive            | 9-4    | 8-7 Pr | 6-7    | 3-6  | 6-3    | 10-6   | 8-7    | 6-7    | 9-5    | 5-6 Pr | 12-8  | 5-3    | 5-2    | 8-6    | 7-3    | 1-3    |
| Drakkars de Caen II             | GAR    | CMP    | REN    | MEU  | BRE    | CMP    | ASN    | NAN    | BRE    | MEU    | REN   | ASN    | BRE    | NAN    | REN    | GAR    |
| Drakkars de Caen II             | 15-2   | 3-6    | 14-2   | 5-2  | 8-2    | 10-2   | 2-1    | 4-2    | 9-3    | 10-2   | 10-2  | 9-0    | 13-3   | 5-2    | 6-3    | 12-1   |
| Caribous de Seine-et-Marne      | ÉVY    | COM    | TRS    | MEU  | CMP    | DIJ    | ASN    | GAR    | GAR    | DIJ    | COM   | ÉVY    | ASN    | MEU    | CMP    | MEU    |
| Caribous de Seine-et-Marne      | 9-8    | 3-6    | 4-3 Pr | 9-7  | 4-3    | 6-1    | 2-7    | 8-3    | 5-8    | 14-1   | 2-4   | 1-11   | 9-3    | 10-3   | 6-5    | 11-5   |
| Éléphants de Chambéry II        | COL    | HCMP   | COL    | NIC  | MUL    | BES    | NIC    | BRI    | TLN    | HCMP   | MUL   | BRI    | BRI    | HCMP   | TLN    | NÎM    |
| Éléphants de Chambéry II        | 5-7    | 3-1    | 6-1    | 5-3  | 0-4    | 4-5    | 7-6    | 5-7    | 7-2    | 5-3    | 2-1   | 3-6    | 10-2   | 1-5    | 7-3    | 9-2    |
| Élans de Champigny              | CAE    | DAM    | CAE    | ÉVY  | GAR    | MEU    | GAR    | COM    | ASN    | ASN    | MTZ   | ÉVY    | COM    | GAR    | MEU    | DAM    |
| Élans de Champigny              | 6-3    | 3-4    | 2-10   | 5-4  | 6-5    | 3-5    | 4-2    | 1-2    | 4-5    | 5-6 Pr | 10-4  | 3-6    | 4-5 Pr | 5-1    | 10-2   | 5-6    |
| Dogs de Cholet II               | TRS    | NAN    | POI    | BOR  | BOR    | NAN    | BRE    | BRV    | POI    | REN    | BRV   | BRE    | BOR    | REN    | BRE    | TRS    |
| Dogs de Cholet II               | 4-6    | 4-7    | 0-10   | 8-4  | 5-7    | 5-2    | 10-3   | 5-9    | 3-5    | 2-1    | 8-12  | 5-0 F  | 2-9    | 6-3    | 8-7 Pr | 5-10   |
| Titans de Colmar                | CHM    | DIJ    | BES    | CHM  | STR    | STR    | MUL    | BES    | BES    | MUL    | STR   | DIJ    | MTZ    | MUL    | MTZ    | MTZ    |
| Titans de Colmar                | 7-5    | 9-2    | 3-2    | 1-6  | 3-0    | 1-4    | 2-5    | 5-3    | 1-2    | 3-9    | 2-7   | 10-3   | 4-5    | 3-9    | 5-7    | 11-3   |
| Lions de Compiègne              | MTZ    | DAM    | ASN    | STR  | ÉVY    | MTZ    | MTZ    | GAR    | CMP    | MEU    | DAM   | CMP    | STR    | ASN    | GAR    | COM    |
| Lions de Compiègne              | 6-0    | 6-3    | 2-8    | 5-2  | 3-6    | 9-2    | 6-5    | 6-8    | 2-1    | 14-3   | 4-2   | 5-4 Pr | 5-4 TB | 4-3 Pr | 14-4   | 6-8    |
| Ducs de Dijon II                | BES    | COL    | MUL    | MTZ  | MEU    | DAM    | MTZ    | STR    | MTZ    | DAM    | COL   | MUL    | BES    | MUL    | STR    | MEU    |
| Ducs de Dijon II                | 2-7    | 2-9    | 1-15   | 1-5  | 5-8    | 1-6    | 1-9    | 2-11   | 5-8    | 1-14   | 3-10  | 0-9    | 4-9    | 1-16   | 2-12   | 0-5    |
| Jets d'Évry-Viry II             | DAM    | REN    | MEU    | REN  | ASN    | COM    | CMP    | POI    | REN    | ASN    | CMP   | GAR    | DAM    | GAR    | ASN    | COM    |
| Jets d'Évry-Viry II             | 8-9    | 8-0    | 7-2    | 7-2  | 5-3    | 6-3    | 4-5    | 4-1    | 7-0    | 3-4    | 6-3   | 17-8   | 11-1   | 4-3    | 6-5 TB | 8-6    |
| Grizzly de Garges               | CAE    | MEU    | ASN    | CMP  | COM    | CMP    | DAM    | DAM    | ASN    | ÉVY    | ÉVY   | CMP    | COM    | ASN    | CAE    | MEU    |
| Grizzly de Garges               | 2-15   | 7-6    | 0-6    | 5-6  | 8-6    | 2-4    | 3-8    | 8-5    | 5-3    | 8-17   | 3-4   | 1-5    | 4-14   | 1-10   | 1-12   | 7-3    |
| Bouquetins du HCMP II           | AVI    | AVI    | CHM    | NIC  | NÎM    | BES    | BES    | NIC    | BRI    | NÎM    | CHM   | AVI    | BES    | CHM    | BRI    | BRI    |
| Bouquetins du HCMP II           | 7-4    | 7-5    | 1-3    | 5-4  | 3-1    | 8-6    | 3-8    | 2-10   | 4-5    | 5-4 Pr | 3-5   | 0-13   | 0-2    | 5-1    | 4-3    | 4-6    |
| Graoullys de Metz               | COM    | MUL    | STR    | DIJ  | STR    | COM    | COM    | DIJ    | DIJ    | BES    | CMP   | COL    | STR    | COL    | MUL    | COL    |
| Graoullys de Metz               | 0-6    | 4-8    | 2-12   | 5-1  | 7-5    | 2-9    | 5-6    | 9-1    | 8-5    | 4-7    | 4-10  | 5-4    | 4-3    | 7-5    | 2-9    | 3-11   |
| Comètes de Meudon II            | ASN    | ÉVY    | GAR    | CAE  | DAM    | DIJ    | CMP    | ASN    | CAEN   | COM    | POI   | DAM    | CMP    | DIJ    | DAM    | GAR    |
| Comètes de Meudon II            | 2-7    | 2-7    | 6-7    | 2-5  | 7-9    | 8-5    | 5-3    | 5-8    | 2-10   | 3-14   | 2-14  | 3-10   | 2-10   | 5-0    | 5-11   | 3-7    |
| Scorpions de Mulhouse           | STR    | MTZ    | DIJ    | CHM  | COL    | STR    | COL    | STR    | BES    | DIJ    | CHM   | COL    | DIJ    | MTZ    | BES    | BES    |
| Scorpions de Mulhouse           | 5-4    | 8-4    | 15-1   | 4-0  | 5-2    | 5-1    | 9-3    | 1-2    | 5-2    | 9-0    | 1-2   | 9-3    | 16-1   | 9-2    | 9-5    | 5-1    |
| Corsaires de Nantes II          | REN    | CHO    | BRI    | POI  | TRS    | REN    | CHO    | CAE    | TRS    | BRE    | BOR   | BRE    | BRI    | CAE    | BOR    | BRE    |
| Corsaires de Nantes II          | 4-1    | 7-4    | 7-8 Pr | 3-7  | 4-3    | 2-3 TB | 2-5    | 2-4    | 2-7    | 9-4    | 9-4   | 8-1    | 3-5    | 2-5    | 3-4 Pr | 11-7   |
| Aigles de Nice II               | AVI    | NÎM    | BRI    | HCMP | CHM    | NÎM    | CHM    | BRI    | HCMP   | NÎM    | NÎM   | AVI    | BRI    | TOU    | TOU    | AVI    |
| Aigles de Nice II               | 1-5    | 13-5   | 9-10   | 4-5  | 3-5    | 10-2   | 6-7    | 6-5 Pr | 10-2   | 9-4    | 6-5   | 7-4    | 4-8    | 6-3    | 4-3    | 9-6    |
| Krokos de Nîmes                 | TLS    | HCMP   | NIC    | TLN  | TLS    | TLN    | NIC    | NIC    | HCMP   | BRI    | TLS   | AVI    | TLN    | BRI    | AVI    | CHM    |
| Krokos de Nîmes                 | 5-4 Pr | 1-3    | 2-10   | 7-4  | 7-6 Pr | 1-10   | 4-9    | 5-6    | 4-5 Pr | 2-4    | 10-6  | 2-17   | 0-11   | 3-5    | 1-10   | 2-9    |
| Dragons de Poitiers             | TRS    | CHO    | NAN    | BRV  | BRE    | BOR    | ÉVY    | BRV    | CHO    | TLS    | BRE   | MEU    | BOR    | BRV    | BOR    | TLS    |
| Dragons de Poitiers             | 6-7    | 10-0   | 7-3    | 6-3  | 11-3   | 5-2    | 1-4    | 7-6    | 5-3    | 4-3 Pr | 14-4  | 14-2   | 7-6    | 6-8    | 9-1    | 11-2   |
| Cormorans de Rennes             | BRE    | NAN    | ÉVY    | CAE  | ÉVY    | NAN    | BRE    | TRS    | ÉVY    | TRS    | CHO   | CAE    | TRS    | BRE    | CHO    | CAE    |
| Cormorans de Rennes             | 1-8    | 1-4    | 0-8    | 14-2 | 2-7    | 3-2 Pr | 1-7    | 2-7    | 0-7    | 3-11   | 1-2   | 2-10   | 4-10   | 4-5 Pr | 3-6    | 3-6    |
| CSG Strasbourg II               | MUL    | BES    | MTZ    | COM  | COL    | COL    | MTZ    | MUL    | DIJ    | MUL    | COL   | BES    | COM    | MTZ    | DIJ    | BES    |
| CSG Strasbourg II               | 4-5    | 5-2    | 12-2   | 2-5  | 0-3    | 4-1    | 5-7    | 1-5    | 11-2   | 2-1    | 7-2   | 1-2    | 4-5 Pr | 3-4    | 12-2   | 5-3    |
| Bélougas de Toulouse-Blagnac II | NÎM    | AVI    | BOR    | AVI  | TLN    | BRV    | NÎM    | BOR    | POI    | BRI    | TLN   | NÎM    | BOR    | BRV    | AVI    | POI    |
| Bélougas de Toulouse-Blagnac II | 4-5 Pr | 2-10   | 4-5    | 2-6  | 2-7    | 6-10   | 6-7 Pr | 9-6    | 3-4 Pr | 6-5 Pr | 3-4   | 6-10   | 6-5 Pr | 3-7    | 0-8    | 2-11   |
| Boucaniers de Toulon            | BRI    | NIC    | BRI    | TLS  | NÎM    | AVI    | NÎM    | CHM    | AVI    | TLS    | NIC   | AVI    | NIC    | NÎM    | CHM    | BRI    |
| Boucaniers de Toulon            | 4-5    | 5-13   | 8-5    | 7-2  | 4-7    | 5-6 Pr | 10-1   | 2-7    | 2-4    | 4-3    | 3-6   | 1-0    | 3-4    | 11-0   | 3-7    | 4-6    |
| Remparts de Tours II            | CHO    | POI    | DAM    | BRV  | NAN    | BRV    | REN    | NAN    | REN    | BOR    | BOR   | REN    | BRE    | BRE    | BRV    | CHO    |
| Remparts de Tours II            | 6-4    | 7-6    | 3-4 Pr | 7-6  | 3-4    | 7-8    | 7-2    | 7-2    | 11-3   | 6-4    | 9-3   | 10-4   | 6-2    | 5-0 F  | 3-1    | 10-5   |

#### Classement
Pour l'attribution des points, voir la section « Règlement » ci-dessus.
| Clt | Équipe                          | PJ | V  | VP | D  | DP | BP  | BC  | Diff | Pts     |
| --- | ------------------------------- | -- | -- | -- | -- | -- | --- | --- | ---- | ------- |
| 1   | Caen II                         | 16 | 15 | 0  | 1  | 0  | 135 | 35  | +100 | 45      |
| 2   | Mulhouse                        | 16 | 14 | 0  | 2  | 0  | 115 | 33  | +82  | 42      |
| 3   | Tours II                        | 16 | 13 | 0  | 2  | 1  | 107 | 58  | +49  | 40      |
| 4   | Poitiers                        | 16 | 12 | 1  | 3  | 0  | 123 | 57  | +66  | 38      |
| 5   | Évry-Viry II                    | 16 | 12 | 1  | 3  | 0  | 111 | 55  | +56  | 38      |
| 6   | Briançon II                     | 16 | 11 | 0  | 4  | 1  | 83  | 77  | +6   | 34      |
| 7   | Compiègne                       | 16 | 9  | 3  | 4  | 0  | 97  | 63  | +34  | 33      |
| 8   | Brive                           | 16 | 10 | 1  | 4  | 1  | 108 | 83  | +25  | 33      |
| 9   | Dammarie                        | 16 | 10 | 1  | 5  | 0  | 103 | 78  | +25  | 32      |
| 10  | Chambéry II                     | 16 | 10 | 0  | 6  | 0  | 79  | 58  | +21  | 30      |
| 11  | Avignon                         | 16 | 9  | 1  | 6  | 0  | 97  | 52  | +45  | 29      |
| 12  | Nice II                         | 16 | 9  | 1  | 6  | 0  | 107 | 79  | +18  | 29      |
| 13  | Asnières-sur-Seine              | 16 | 8  | 1  | 5  | 2  | 79  | 64  | +15  | 28      |
| 14  | Strasbourg II                   | 16 | 8  | 0  | 7  | 1  | 78  | 51  | +27  | 25      |
| 15  | Nantes II                       | 16 | 7  | 0  | 6  | 3  | 78  | 72  | +6   | 24      |
| 16  | Besançon                        | 16 | 8  | 0  | 8  | 0  | 66  | 64  | +2   | 24      |
| 17  | Champigny                       | 16 | 7  | 0  | 7  | 2  | 76  | 70  | +6   | 23      |
| 18  | Courchevel Méribel Pralognan II | 16 | 7  | 1  | 8  | 0  | 61  | 72  | -11  | 22 (-1) |
| 19  | Colmar                          | 16 | 7  | 0  | 9  | 0  | 70  | 72  | -2   | 21      |
| 20  | Metz                            | 16 | 7  | 0  | 9  | 0  | 71  | 102 | -31  | 21      |
| 21  | Cholet II                       | 16 | 6  | 1  | 9  | 0  | 80  | 95  | -15  | 20      |
| 22  | Toulon                          | 16 | 6  | 0  | 9  | 1  | 76  | 76  | 0    | 19      |
| 23  | Garges                          | 16 | 5  | 0  | 11 | 0  | 65  | 124 | -59  | 12      |
| 24  | Bordeaux II                     | 16 | 3  | 1  | 11 | 1  | 69  | 102 | -33  | 12      |
| 25  | Nîmes                           | 16 | 2  | 2  | 11 | 1  | 56  | 119 | -63  | 11      |
| 26  | Toulouse-Blagnac II             | 16 | 1  | 2  | 10 | 3  | 64  | 110 | -46  | 10      |
| 27  | Meudon II                       | 16 | 3  | 0  | 13 | 0  | 62  | 127 | -65  | 9       |
| 28  | Brest II                        | 16 | 2  | 1  | 12 | 1  | 59  | 123 | -64  | 6 (-3)  |
| 29  | Rennes                          | 16 | 0  | 1  | 14 | 1  | 32  | 114 | -82  | 3       |
| 30  | Dijon II                        | 16 | 0  | 0  | 16 | 0  | 31  | 153 | -122 | 0       |

- Qualifié pour les huitièmes de finale

### Phase finale

#### Séries éliminatoires
|  | Huitièmes de finale           | Huitièmes de finale           | Huitièmes de finale        | Huitièmes de finale | Huitièmes de finale | Huitièmes de finale  |                      |      | Quarts de finale | Quarts de finale | Quarts de finale | Quarts de finale | Quarts de finale | Quarts de finale |
|  |                               |                               |                            |                     |                     |                      |                      |      |                  |                  |                  |                  |                  |                  |
|  | 22 et 29 mars 2025            |                               |                            |                     |                     |                      |                      |      |                  |                  |                  |                  |                  |                  |
|  |                               |                               |                            |                     |                     |                      |                      |      |                  |                  |                  |                  |                  |                  |
|  | Drakkars de Caen II           | Drakkars de Caen II           | (1)                        | 3                   | 3                   |                      |                      |      |                  |                  |                  |                  |                  |                  |
|  | Drakkars de Caen II           | Drakkars de Caen II           | (1)                        | 3                   | 3                   | 12 et 13 avril 2025  |                      |      |                  |                  |                  |                  |                  |                  |
|  | Aigles de Besançon            | Aigles de Besançon            | (16)                       | 6                   | 3                   |                      |                      |      |                  |                  |                  |                  |                  |                  |
|  | Aigles de Besançon            | Aigles de Besançon            | (16)                       | 6                   | 3                   | Aigles de Besançon   | Aigles de Besançon   | (16) | 1                | 4                |                  |                  |                  |                  |
|  | 22 et 29 mars 2025            |                               |                            |                     |                     | Aigles de Besançon   | Aigles de Besançon   | (16) | 1                | 4                |                  |                  |                  |                  |
|  |                               | Caribous de Seine-et-Marne    | Caribous de Seine-et-Marne | (9)                 | 9                   | 4                    |                      |      |                  |                  |                  |                  |                  |                  |
|  | Grands Ducs de Brive          | Grands Ducs de Brive          | Caribous de Seine-et-Marne | (9)                 | 9                   | 4                    | (8)                  | 3    | 5                |                  |                  |                  |                  |                  |
|  | Grands Ducs de Brive          | Grands Ducs de Brive          |                            |                     |                     |                      | (8)                  | 3    | 5                |                  |                  |                  |                  |                  |
|  | Caribous de Seine-et-Marne    | Caribous de Seine-et-Marne    | (9)                        | 8                   | 3                   |                      |                      |      |                  |                  |                  |                  |                  |                  |
|  | Caribous de Seine-et-Marne    | Caribous de Seine-et-Marne    | (9)                        | 8                   | 3                   |                      |                      |      |                  |                  |                  |                  |                  |                  |
|  | 22 et 5 avril 2025            |                               |                            |                     |                     |                      |                      |      |                  |                  |                  |                  |                  |                  |
|  |                               |                               |                            |                     |                     |                      |                      |      |                  |                  |                  |                  |                  |                  |
|  | Jets d'Évry-Viry II           | Jets d'Évry-Viry II           | (5)                        | 7                   | 5                   |                      |                      |      |                  |                  |                  |                  |                  |                  |
|  | Jets d'Évry-Viry II           | Jets d'Évry-Viry II           | (5)                        | 7                   | 5                   | 12 et 19 avril 2025  |                      |      |                  |                  |                  |                  |                  |                  |
|  | Aigles de Nice II             | Aigles de Nice II             | (12)                       | 8                   | 1                   |                      |                      |      |                  |                  |                  |                  |                  |                  |
|  | Aigles de Nice II             | Aigles de Nice II             | (12)                       | 8                   | 1                   | Jets d'Évry-Viry II  | Jets d'Évry-Viry II  | (5)  | 10               | 3                |                  |                  |                  |                  |
|  | 22 et 29 mars 2025            |                               |                            |                     |                     | Jets d'Évry-Viry II  | Jets d'Évry-Viry II  | (5)  | 10               | 3                |                  |                  |                  |                  |
|  |                               | Dragons de Poitiers           | Dragons de Poitiers        | (4)                 | 6                   | 6                    |                      |      |                  |                  |                  |                  |                  |                  |
|  | Dragons de Poitiers           | Dragons de Poitiers           | Dragons de Poitiers        | (4)                 | 6                   | 6                    | (4)                  | 4    | 2                |                  |                  |                  |                  |                  |
|  | Dragons de Poitiers           | Dragons de Poitiers           |                            |                     |                     |                      | (4)                  | 4    | 2                |                  |                  |                  |                  |                  |
|  | Castors d'Asnières            | Castors d'Asnières            | (13)                       | 4                   | 0                   |                      |                      |      |                  |                  |                  |                  |                  |                  |
|  | Castors d'Asnières            | Castors d'Asnières            | (13)                       | 4                   | 0                   |                      |                      |      |                  |                  |                  |                  |                  |                  |
|  | 22 et 29 mars 2025            |                               |                            |                     |                     |                      |                      |      |                  |                  |                  |                  |                  |                  |
|  |                               |                               |                            |                     |                     |                      |                      |      |                  |                  |                  |                  |                  |                  |
|  | Remparts de Tours II          | Remparts de Tours II          | (3)                        | 4                   | 1                   |                      |                      |      |                  |                  |                  |                  |                  |                  |
|  | Remparts de Tours II          | Remparts de Tours II          | (3)                        | 4                   | 1                   | 12 et 26 avril 2025  |                      |      |                  |                  |                  |                  |                  |                  |
|  | CSG Strasbourg II             | CSG Strasbourg II             | (14)                       | 1                   | 3                   |                      |                      |      |                  |                  |                  |                  |                  |                  |
|  | CSG Strasbourg II             | CSG Strasbourg II             | (14)                       | 1                   | 3                   | Remparts de Tours II | Remparts de Tours II | (3)  | 7                | 3                |                  |                  |                  |                  |
|  | 29 mars et 5 avril 2025       |                               |                            |                     |                     | Remparts de Tours II | Remparts de Tours II | (3)  | 7                | 3                |                  |                  |                  |                  |
|  |                               | Castors d'Avignon             | Castors d'Avignon          | (11)                | 7                   | 6                    |                      |      |                  |                  |                  |                  |                  |                  |
|  | Diables rouges de Briançon II | Diables rouges de Briançon II | Castors d'Avignon          | (11)                | 7                   | 6                    | (6)                  | 4    | 5                |                  |                  |                  |                  |                  |
|  | Diables rouges de Briançon II | Diables rouges de Briançon II |                            |                     |                     |                      | (6)                  | 4    | 5                |                  |                  |                  |                  |                  |
|  | Castors d'Avignon             | Castors d'Avignon             | (11)                       | 10                  | 2                   |                      |                      |      |                  |                  |                  |                  |                  |                  |
|  | Castors d'Avignon             | Castors d'Avignon             | (11)                       | 10                  | 2                   |                      |                      |      |                  |                  |                  |                  |                  |                  |
|  | 22 et 29 mars 2025            |                               |                            |                     |                     |                      |                      |      |                  |                  |                  |                  |                  |                  |
|  |                               |                               |                            |                     |                     |                      |                      |      |                  |                  |                  |                  |                  |                  |
|  | Lions de Compiègne            | Lions de Compiègne            | (7)                        | 3                   | 4 TB                |                      |                      |      |                  |                  |                  |                  |                  |                  |
|  | Lions de Compiègne            | Lions de Compiègne            | (7)                        | 3                   | 4 TB                | 12 et 19 avril 2025  |                      |      |                  |                  |                  |                  |                  |                  |
|  | Éléphants de Chambéry II      | Éléphants de Chambéry II      | (10)                       | 3                   | 3                   |                      |                      |      |                  |                  |                  |                  |                  |                  |
|  | Éléphants de Chambéry II      | Éléphants de Chambéry II      | (10)                       | 3                   | 3                   | Lions de Compiègne   | Lions de Compiègne   | (7)  | 3                | 1                |                  |                  |                  |                  |
|  | 29 et 30 mars 2025            |                               |                            |                     |                     | Lions de Compiègne   | Lions de Compiègne   | (7)  | 3                | 1                |                  |                  |                  |                  |
|  |                               | Scorpions de Mulhouse         | Scorpions de Mulhouse      | (2)                 | 5                   | 11                   |                      |      |                  |                  |                  |                  |                  |                  |
|  | Scorpions de Mulhouse         | Scorpions de Mulhouse         | Scorpions de Mulhouse      | (2)                 | 5                   | 11                   | (2)                  | 3    | 4                |                  |                  |                  |                  |                  |
|  | Scorpions de Mulhouse         | Scorpions de Mulhouse         |                            |                     |                     |                      | (2)                  | 3    | 4                |                  |                  |                  |                  |                  |
|  | Corsaires de Nantes II        | Corsaires de Nantes II        | (15)                       | 2                   | 1                   |                      |                      |      |                  |                  |                  |                  |                  |                  |

en italique : les équipes ne pouvant pas être promues

#### Carré final
Les équipes sont identifiées A, B, C et D selon leur classement en saison régulière, l'équipe organisatrice du carré final se voyant automatiquement attribuer la lettre A le cas échéant.
Pour la saison 2024-2025, le carré final a lieu à Mulhouse.
Les matches se déroulent comme suit :
- 1er jour : B - C // A - D
- 2e jour : B - D // A - C
- 3e jour : C - D // A - B

Les équipes qualifiées :
| Lettre | Équipe                     | Saison régulière | Points    | Différence de buts |
| ------ | -------------------------- | ---------------- | --------- | ------------------ |
| A      | Scorpions de Mulhouse      | 2e               | 42 points | +82                |
| B      | Jets d'Évry-Viry II        | 5e               | 38 points | +56                |
| C      | Caribous de Seine-et-Marne | 9e               | 32 points | +25                |
| D      | Castors d'Avignon          | 11e              | 29 points | +45                |

en italique : les équipes ne pouvant pas être promues

##### Résultats
| 2 mai 2025 | Évry-Viry II | 3-2 (1-0, 1-2, 1-0) | Dammarie | Patinoire de l'Illberg 219 spectateurs |

| Feuille de match | Feuille de match                                                                       | Feuille de match    | Feuille de match                                                                       | Feuille de match                                                                 |
| ---------------- | -------------------------------------------------------------------------------------- | ------------------- | -------------------------------------------------------------------------------------- | -------------------------------------------------------------------------------- |
|                  | Bogart — 9 min 25 s - Blossier (Chevanse) — 35 min 32 s - Schue (Bogart) — 52 min 56 s | 1-0 1-1 2-1 2-2 3-2 | - Belhassen (Costes, Gallet) — 23 min 34 s - Dellazzeri (Guyot, Dugas) — 38 min 44 s - | Arbitrage : David Tchekachev Juges de ligne : Bastien Fafred & Julien Le Monnier |
| Jacquemin        | Gardiens                                                                               | Roullier            |                                                                                        | Arbitrage : David Tchekachev Juges de ligne : Bastien Fafred & Julien Le Monnier |
| 2 min            | Pénalités                                                                              | 2 min               |                                                                                        | Arbitrage : David Tchekachev Juges de ligne : Bastien Fafred & Julien Le Monnier |
|                  |                                                                                        |                     |                                                                                        | Arbitrage : David Tchekachev Juges de ligne : Bastien Fafred & Julien Le Monnier |

| 2 mai 2025 | Mulhouse | 9-0 (3-0, 2-0, 4-0) | Avignon | Patinoire de l'Illberg 1 254 spectateurs |

| Feuille de match | Feuille de match | Feuille de match                    | Feuille de match | Feuille de match                                                              |
| ---------------- | --- | ----------------------------------- | ---------------- | ----------------------------------------------------------------------------- |
|                  | Mathez (Ackermann, Deslauriers Châtelain) — 7 min 1 s (SN) Sonnet (Haffner, Marchand) — 11 min 35 s (SN) Ackermann (Mathez, Zorita) — 14 min 25 s Haffner (Marchand) — 29 min 20 s Marchand (Haffner) — 34 min 6 s (SN) Fuss (Le Blond) — 46 min 6 s Mathez (Ackermann, Deslauriers Châtelain) — 52 min 6 s Burgert (Oswald, Haffner) — 55 min 18 s Burgert (Ackermann, Klesmann) — 56 min 21 s | 1-0 2-0 3-0 4-0 5-0 6-0 7-0 8-0 9-0 | -                | Arbitrage : Rayan Bernoussi Juges de ligne : Achille Lefevre & Paul Fonteneau |
| Jona             | Gardiens | Durbin                              |                  | Arbitrage : Rayan Bernoussi Juges de ligne : Achille Lefevre & Paul Fonteneau |
| 10 min           | Pénalités | 13 min                              |                  | Arbitrage : Rayan Bernoussi Juges de ligne : Achille Lefevre & Paul Fonteneau |
|                  | |                                     |                  | Arbitrage : Rayan Bernoussi Juges de ligne : Achille Lefevre & Paul Fonteneau |

| 3 mai 2025 | Évry-Viry II | 8-3 (2-2, 3-0, 3-1) | Avignon | Patinoire de l'Illberg 217 spectateurs |

| Feuille de match | Feuille de match | Feuille de match                            | Feuille de match                                                                                                  | Feuille de match                                                              |
| ---------------- | --- | ------------------------------------------- | --- | ----------------------------------------------------------------------------- |
|                  | - Garbe (Bogart) — 7 min 1 s Girardot (Schue, Bogart) — 10 min 18 s (SN) - Garbe (Bogart, Schue) — 23 min 33 s Blossier (Gangnet) — 37 min 36 s Gady (Bogart) — 39 min 25 s (SN) Bogart (Girardot, Schue) — 40 min 18 s - Kerneis (Litim, Halladj) — 53 min 7 s (2 SN) Garbe — 53 min 17 s (SN) | 0-1 1-1 2-1 2-2 3-2 4-2 5-2 6-2 6-3 7-3 8-3 | Basiuk (Richard, Jahant) — 2 min 5 s - Sauvé (Jahant) — 17 min 11 s - Janny (Basiuk, Jahant) — 41 min 49 s (SN) - | Arbitrage : Rayan Bernoussi Juges de ligne : Paul Fonteneau & Achille Lefevre |
| Jacquemin        | Gardiens | Ouidir                                      | | Arbitrage : Rayan Bernoussi Juges de ligne : Paul Fonteneau & Achille Lefevre |
| 12 min           | Pénalités | 11 min                                      | | Arbitrage : Rayan Bernoussi Juges de ligne : Paul Fonteneau & Achille Lefevre |
|                  | |                                             | | Arbitrage : Rayan Bernoussi Juges de ligne : Paul Fonteneau & Achille Lefevre |

| 3 mai 2025 | Mulhouse | 6-3 (0-0, 4-2, 2-1) | Dammarie | Patinoire de l'Illberg 1 180 spectateurs |

| Feuille de match | Feuille de match | Feuille de match                    | Feuille de match                                                                                     | Feuille de match                                                                 |
| ---------------- | --- | ----------------------------------- | --- | -------------------------------------------------------------------------------- |
|                  | Ackermann (Deslauriers Châtelain, Burgert) — 21 min 27 s Ackermann — 23 min 26 s (SN) - Burgert — 28 min 41 s Marchand (Muller) — 33 min 53 s (IN) - Ackermann — 53 min 45 s (SN) - Ackermann — 57 min 52 s | 1-0 2-0 2-1 3-1 4-1 4-2 5-2 5-3 6-3 | - Danton (Dugas) — 27 min 20 s (SN) - Ledoux — 37 min 57 s - Ledoux (Levillain) — 56 min 41 s (SN) - | Arbitrage : David Tchekachev Juges de ligne : Julien Le Monnier & Bastien Fafred |
| Jona             | Gardiens | Gouranton                           | | Arbitrage : David Tchekachev Juges de ligne : Julien Le Monnier & Bastien Fafred |
| 14 min           | Pénalités | 10 min                              | | Arbitrage : David Tchekachev Juges de ligne : Julien Le Monnier & Bastien Fafred |
|                  | |                                     | | Arbitrage : David Tchekachev Juges de ligne : Julien Le Monnier & Bastien Fafred |

| 4 mai 2025 | Dammarie | 4-3 (pr) (1-1, 1-1, 1-1, 1-0) | Avignon | Patinoire de l'Illberg |

| Feuille de match | Feuille de match                                                                                             | Feuille de match            | Feuille de match                                                                                            | Feuille de match                                                                 |
| ---------------- | --- | --------------------------- | --- | -------------------------------------------------------------------------------- |
|                  | Ferreira (Terruella) — 9 min 46 s - Levillain — 32 min 36 s Terruella — 44 min 45 s - Levillain — 67 min 7 s | 1-0 1-1 1-2 2-2 3-2 3-3 4-3 | - Jahant (Fazende) — 12 min 23 s Sauvé (Rossignol, Richard) — 25 min 13 s - Basiuk (Jahant) — 54 min 12 s - | Arbitrage : David Tchekachev Juges de ligne : Bastien Fafred & Julien Le Monnier |
| Roullier         | Gardiens | Durbin                      | | Arbitrage : David Tchekachev Juges de ligne : Bastien Fafred & Julien Le Monnier |
| 8 min            | Pénalités | 2 min                       | | Arbitrage : David Tchekachev Juges de ligne : Bastien Fafred & Julien Le Monnier |
|                  | |                             | | Arbitrage : David Tchekachev Juges de ligne : Bastien Fafred & Julien Le Monnier |

| 4 mai 2025 | Mulhouse | 5-1 (2-1, 2-0, 1-0) | Évry-Viry II | Patinoire de l'Illberg 1 605 spectateurs |

| Feuille de match | Feuille de match | Feuille de match        | Feuille de match                      | Feuille de match                                                              |
| ---------------- | --- | ----------------------- | ------------------------------------- | ----------------------------------------------------------------------------- |
|                  | - Haffner (Marchand) — 15 min 48 s Haffner (Marchand, Oswald) — 16 min 34 s Oswald (Haffner, Klesmann) — 23 min 42 s Deslauriers Châtelain (Ackermann) — 33 min 55 s Burgert (Ackermann) — 40 min 56 s | 0-1 1-1 2-1 3-1 4-1 5-1 | Bogart (Girardot) — 4 min 50 s (IN) - | Arbitrage : Rayan Bernoussi Juges de ligne : Achille Lefevre & Paul Fonteneau |
| Jona             | Gardiens | Jacquemin               |                                       | Arbitrage : Rayan Bernoussi Juges de ligne : Achille Lefevre & Paul Fonteneau |
| 10 min           | Pénalités | 19 min                  |                                       | Arbitrage : Rayan Bernoussi Juges de ligne : Achille Lefevre & Paul Fonteneau |
|                  | |                         |                                       | Arbitrage : Rayan Bernoussi Juges de ligne : Achille Lefevre & Paul Fonteneau |

en italique : les équipes ne pouvant pas être promues

##### Classement
| Clt   | Équipe       | PJ | V | VP | D | DP | BP | BC | Diff | Pts |
| ----- | ------------ | -- | - | -- | - | -- | -- | -- | ---- | --- |
| +001, | Mulhouse     | 3  | 3 | 0  | 0 | 0  | 20 | 4  | +16  | 9   |
| +002, | Évry-Viry II | 3  | 2 | 0  | 1 | 0  | 12 | 10 | +2   | 6   |
| +003, | Dammarie     | 3  | 0 | 1  | 2 | 0  | 9  | 12 | -3   | 2   |
| +004, | Avignon      | 3  | 0 | 0  | 2 | 1  | 6  | 21 | -15  | 1   |

- Promu en Division 2

en italique : les équipes ne pouvant pas être promues